# Sebastian Vettel
Sebastian Vettel  ( odsłuchaj) (ur. 3 lipca 1987 w Heppenheim) – niemiecki kierowca wyścigowy, startujący w mistrzostwach świata Formuły 1 w latach 2007–2022. Vettel jest czterokrotnym mistrzem świata Formuły 1, trzykrotnym wicemistrzem świata w sezonach 2009, 2017 i 2018, a także drugim wicemistrzem w sezonie 2015.
Karierę rozpoczął w kartingu w 1995 roku. W 2003 roku zaczął się ścigać w samochodach open wheel biorąc udział w Formule BMW ADAC, gdzie został wicemistrzem. W kolejnym roku startów został mistrzem tej serii, wygrał osiemnaście z dwudziestu wyścigów. W 2005 roku ścigał się w Formule 3 Euro Series, a w kolejnym roku został jej wicemistrzem. Zadebiutował także w Formule Renault 3.5, w której wystartował w kilku wyścigach.
W 2007 roku zastąpił Roberta Kubicę podczas Grand Prix Stanów Zjednoczonych w zespole BMW Sauber. W pełnym sezonie startów, będąc liderem Formuły Renault 3.5 porzucił dalsze starty, na rzecz startów dla Toro Rosso w Formule 1. W 2008 roku kontynuował starty w Formule 1, zdobył pole position i zwyciężył w deszczowym Grand Prix Włoch. W pierwszym sezonie startów dla zespołu Red Bull został wicemistrzem. W latach 2010–2013 zdobył cztery tytuły mistrzowskie. W pierwszym sezonie startów dla zespołu Ferrari został drugim wicemistrzem.
W swojej karierze ustanowił wiele rekordów Formuły 1. Jako najmłodszy kierowca został uczestnikiem wyścigu Grand Prix (2006) oraz jego zwycięzcą (2008). Jest także najmłodszym zdobywcą pole position (2008) oraz najmłodszym czterokrotnym mistrzem świata Formuły 1 (2013). W 2011 roku ustanowił m.in. rekord największej liczby zdobytych pole position w sezonie. W 2013 roku ustanowił m.in. rekord największej liczby kolejnych wygranych w sezonie. W 2016 roku był kierowcą z największą liczbą zdobytych punktów w historii Formuły 1. Po sezonie 2022, Vettel zakończył starty w Formule 1.
Vettel jest wielokrotnym laureatem nagrody Autosport i DHL Fastest Lap. Otrzymał także nagrodę Laureus World Sports i Grands Prix de l’Academie des sports oraz Trofeum Lorenzo Bandiniego i Silberne Lorbeerblatt.

## Początki kariery
Jako chłopiec pomagał swojemu ojcu w branży budowlanej. Karierę w wyścigach rozpoczął w 1995 roku w kartingu, ścigając się na torze kartingowym w Niemczech. Startował w kilku mistrzostwach regionalnych, zdobył wiele tytułów najpierw wśród juniorów, potem seniorów. Wkrótce wygrał tytuł kartingowego juniora regionalnego. Zdobył także Kartingowy Puchar Monako Juniorów i wygrał zawody w hali Paryż-Bercy. Z powodu drogich opon deszczowych, wiele czasu jeździł w deszczowych warunkach na gładkich oponach. Vettel wiele się nauczył, przez co jeździło mu się znacznie łatwiej na deszczowym ogumieniu. Inspirował się Michaelem Schumacherem.
W 1998 roku dołączył do programu młodych kierowców Red Bull Junior Team. Otrzymywał od firmy Red Bull środki finansowe w wysokości 1700 funtów. W 2002 roku był szósty w kartingowych mistrzostwach Europy seniorów.
W 2003 roku zadebiutował w serii open wheel podczas testów Formuły BMW ADAC, gdzie w sezonie wygrał pięć wyścigów i został wicemistrzem oraz najlepszym zawodnikiem wśród debiutantów. W 2004 roku zdobył tytuł w tej serii, odnosząc osiemnaście zwycięstw w dwudziestu wyścigach, pozostałe dwa kończąc na drugiej i trzeciej pozycji. Pod koniec roku Dietrich Mateschitz – szef firmy Red Bull ogłosił, że chciałby umożliwić Vettelowi starty w Formule 1 w ciągu dwóch lat.
W 2005 roku startował w zespole ASL Mücke Motorsport w Formule 3 Euro Series. Wywalczył sześć miejsc na podium i w klasyfikacji generalnej został sklasyfikowany na piątym miejscu z 64. punktami. Został także najlepszym debiutantem sezonu.

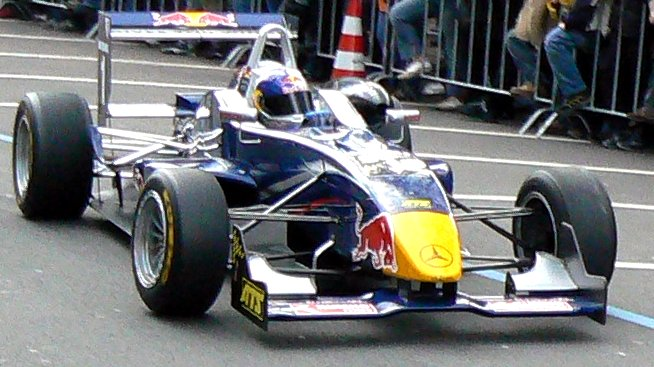
Sebastian Vettel w bolidzie Dallara F305 Formuły 3 Euro Series (2006)

W 2006 roku przeniósł się do zespołu ASM Formule 3 i kontynuował starty w Formule 3 Euro Series. Odniósł cztery zwycięstwa i został wicemistrzem tej serii. Zadebiutował także w Formule Renault 3.5 w zespole Carlin Motorsport. W dwóch pierwszych wyścigach zwyciężył, a w trzecim wyścigu nie został sklasyfikowany z powodu wypadku, w wyniku którego doznał kontuzji palca. Nie wystartował w czwartym wyścigu.
W 2007 roku kontynuował starty w Carlin Motorsport. Wystartował w siedmiu pierwszych wyścigach Formuły Renault 3.5, w trzech zajmując miejsce na podium i zwyciężając na Nürburgringu. Będąc liderem serii porzucił dalszą część sezonu na rzecz startów w Formule 1. 74 zdobyte punkty pozwoliły mu na zajęcie piątego miejsca w klasyfikacji generalnej Formuły Renault 3.5.

## Formuła 1

### 2005–2007: Williams i BMW Sauber
W nagrodę za zwycięstwo w Formule BMW ADAC, został zaproszony przez BMW na testy bolidu Formuły 1 Williams FW27. Wziął udział w pierwszym dniu testów, który odbył się 27 września 2005 roku na torze Jerez.
5 lipca 2006 roku, ponownie na torze Jerez, wziął udział w testach zespołu Formuły 1 BMW Sauber. Przed Grand Prix Turcji otrzymał superlicencję i został trzecim kierowcą zespołu, a następnie wystartował w zespole BMW Sauber w dwóch piątkowych treningach tej Grand Prix. Wziął udział w treningach także podczas Grand Prix Włoch. Pomimo koncentracji na mistrzostwach Formuły 3 Euro Series Vettel wziął udział jeszcze w treningach w Grand Prix Chin, Japonii i Brazylii.
19 października Vettel podpisał kontrakt na posadę trzeciego kierowcy zespołu BMW Sauber w sezonie 2007. Wziął udział w treningach w Grand Prix Australii i Malezji.

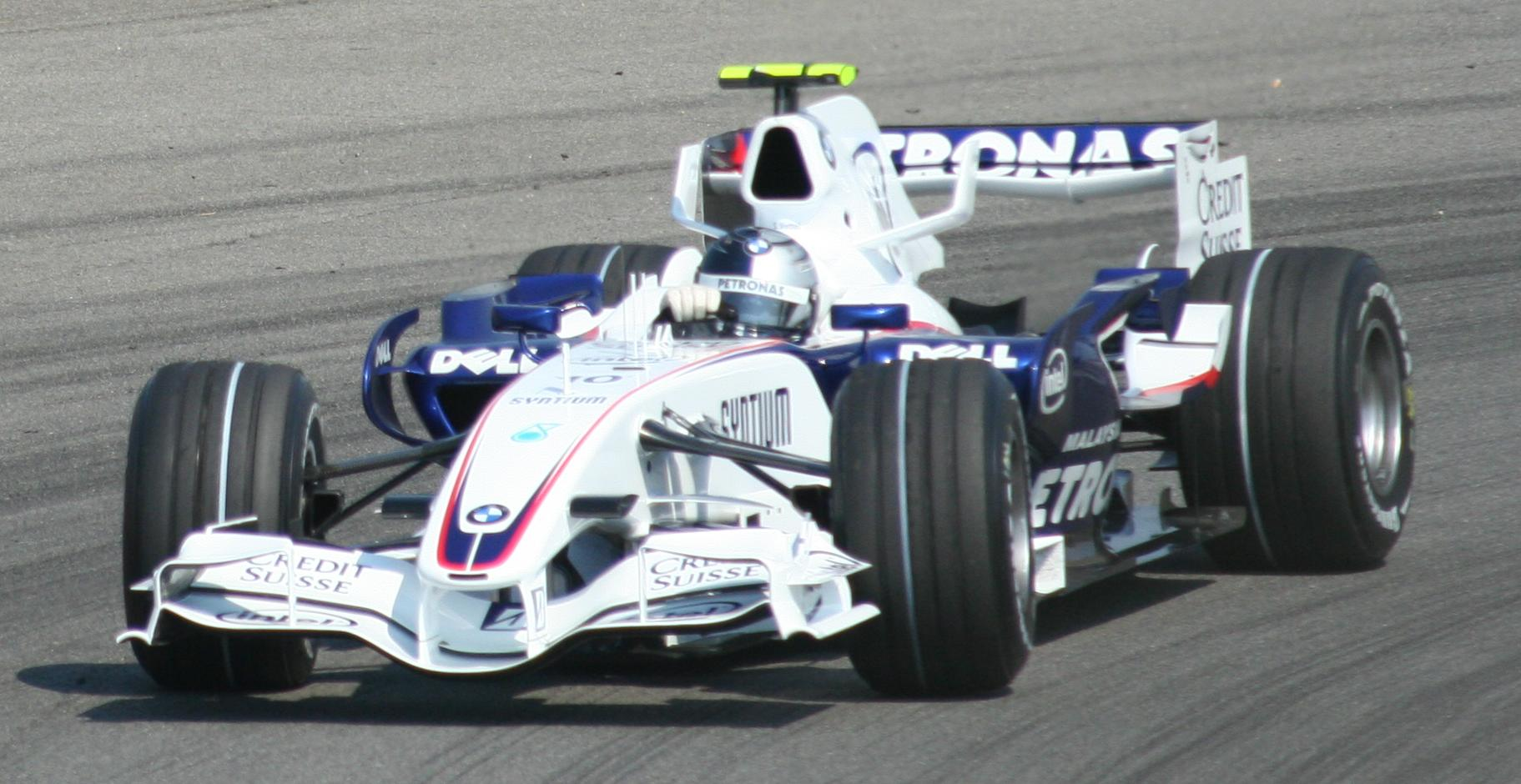
Sebastian Vettel podczas Grand Prix Stanów Zjednoczonych w bolidzie BMW Sauber F1.07 (2007)

Podczas Grand Prix Stanów Zjednoczonych Vettel zastąpił Roberta Kubicę, gdy ten nie został do niego dopuszczony z powodu wypadku jakiego doznał podczas Grand Prix Kanady. W debiutanckim wyścigu zajął ósme miejsce zdobywając punkt. Tym samym został najmłodszym kierowcą, który zdobył punkty w Grand Prix Formuły 1.

### 2007–2008: Toro Rosso

#### 2007
W lipcu otrzymał możliwość wystartowania w Grand Prix Węgier w zespole Toro Rosso. Po zamieszaniu w związku z trwającymi negocjacjami i zwolnieniu z kontraktu przez BMW Sauber, Vettel zastąpił jednak Scotta Speeda, począwszy od Grand Prix Węgier. Dwa dni później zespół potwierdził Vettela jako kierowcę Toro Rosso w sezonie 2008.
Vettel kontynuował starty w kolejnych wyścigach sezonu. Grand Prix Turcji ukończył na dziewiętnastej pozycji, a Grand Prix Włoch na osiemnastej. Grand Prix Belgii nie ukończył z powodu awarii układu kierowniczego, do jakiej doszło w jego bolidzie. Podczas Grand Prix Japonii, gdy stawka była prowadzona przez samochód bezpieczeństwa, jadąc na trzeciej pozycji, zderzył się z drugim Markiem Webberem z zespołu Red Bull, w wyniku czego obaj kierowcy musieli wycofać się z rywalizacji. W Grand Prix Chin zajął czwarte miejsce, a ostatniego wyścigu sezonu – Grand Prix Brazylii – nie ukończył z powodu awarii hydrauliki. Dzięki uzyskaniu sześciu punktów Vettel zajął czternastą pozycję w klasyfikacji generalnej kierowców.

#### 2008

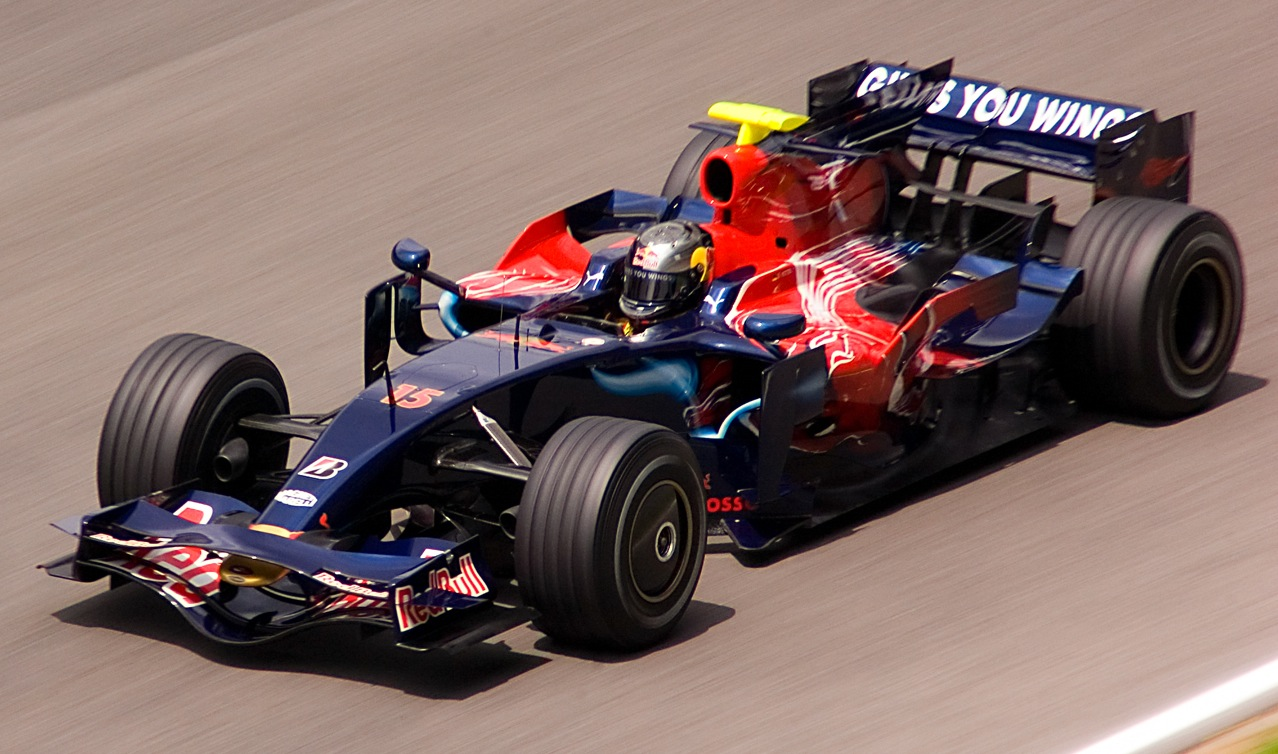
Sebastian Vettel podczas testów na torze Circuit de Catalunya w bolidzie Toro Rosso STR3 (2008)

Nie ukończył czterech (w tym pierwszych trzech na pierwszym okrążeniu) pierwszych wyścigów sezonu 2008 z różnych przyczyn. W Grand Prix Monako zajął siedemnastą pozycję. Grand Prix Turcji zakończył zdobywając punkty za piąte miejsce, w kolejnym Grand Prix Kanady ponownie zdobył punkty. Grand Prix Wielkiej Brytanii nie ukończył z powodu kolizji z kierowcą Red Bulla Davidem Coulthardem.
17 lipca 2008 Vettel został potwierdzony jako kierowca zespołu Red Bull w sezonie 2009. Zastąpił odchodzącego na emeryturę Davida Coultharda. W Grand Prix Niemiec zajął ósmą pozycję. Nie ukończył Grand Prix Węgier z powodu przegrzania silnika. Punktował w Grand Prix Europy i Grand Prix Belgii.
13 września 2008 podczas odbywanych w deszczu kwalifikacji do Grand Prix Włoch na torze Monza zdobył swoje pierwsze pole position w karierze, zostając jednocześnie jego najmłodszym zdobywcą w historii Formuły 1. W wyścigu, który również był rozgrywany na mokrym torze, zwyciężył, zostając najmłodszym w historii Formuły 1 – w wieku 21 lat i dwóch miesięcy – zwycięzcą wyścigu (dotychczas najmłodszy, Fernando Alonso, w 2003 zwyciężył Grand Prix Węgier mając nieco ponad 22 lata).
Zdobywał punkty w kolejnych wyścigach sezonu, w kończącym sezon Grand Prix Brazylii zajął czwartą pozycję. Podczas sezonu zdobył 35 punktów, co pozwoliło zająć mu ósme miejsce w klasyfikacji generalnej.

### 2009–2014: Red Bull

#### 2009

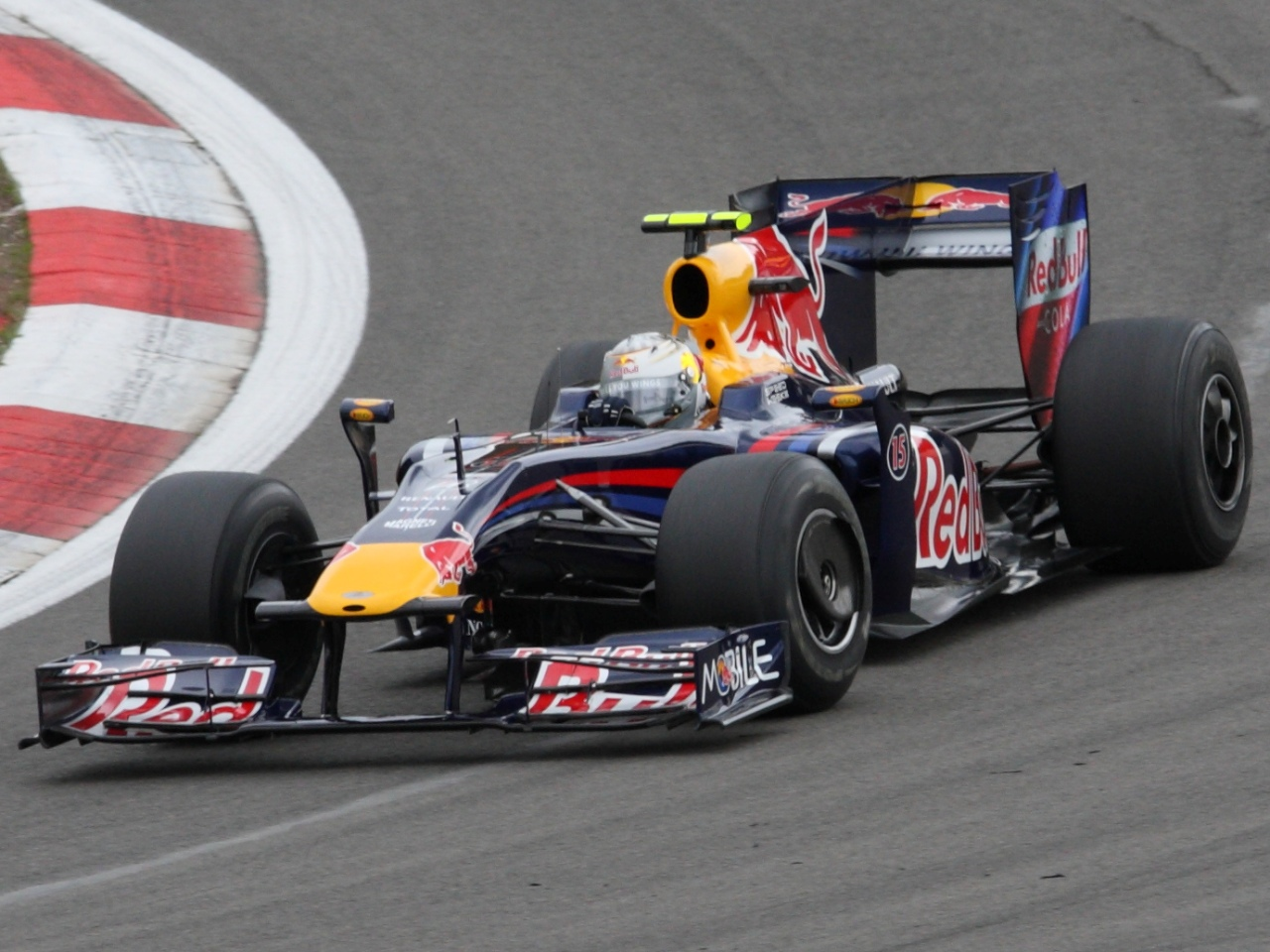
Sebastian Vettel podczas Grand Prix Niemiec w bolidzie Red Bull RB5 (2009)

Podczas rozpoczynającego sezon 2009 Grand Prix Australii po własnym błędzie zderzył się z Robertem Kubicą. Obaj kierowcy stracili przednie skrzydło w swoich bolidach i starali się kontynuować jazdę, co jednak się nie udało. Vettel został sklasyfikowany poza pierwszą punktowaną ósemką i otrzymał karę przesunięcia o dziesięć miejsc na starcie do następnego wyścigu. W Grand Prix Malezji podczas deszczowego wyścigu wpadł w poślizg przez co musiał wycofać się z rywalizacji. Został sklasyfikowany poza pierwszą punktowaną ósemką. W Grand Prix Chin odniósł pierwsze zwycięstwo dla zespołu Red Bull. Kolejny wyścig ukończył na podium, dojeżdżając na drugim miejscu w Grand Prix Bahrajnu. Grand Prix Hiszpanii ukończył poza podium. Nie ukończył Grand Prix Monako z powodu popełnionego błędu, w wyniku którego uderzył w barierę z opon. Grand Prix Turcji ukończył na trzecim miejscu. Drugie w sezonie zwycięstwo odniósł w Grand Prix Wielkiej Brytanii. W Grand Prix Niemiec zajął drugą pozycję. Grand Prix Węgier nie ukończył z powodu awarii zawieszenia, a podczas Grand Prix Europy doszło do awarii silnika w jego bolidzie, co ponownie uniemożliwiło mu ukończenie wyścigu. Podczas tego Grand Prix przedłużył kontrakt z Red Bullem na starty w sezonie 2010 i 2011, z opcją przedłużenia go do 2012 roku. W Grand Prix Belgii zajął trzecie miejsce. W dwóch kolejnych wyścigach Grand Prix Włoch i Grand Prix Singapuru dojeżdżał do mety na punktowanych pozycjach. Zwyciężył ponowne w Grand Prix Japonii. W Grand Prix Brazylii był czwarty, a w ostatnim wyścigu sezonu Grand Prix Abu Zabi – zwyciężył. Zdobył 84 punkty i został wicemistrzem Formuły 1.

#### 2010

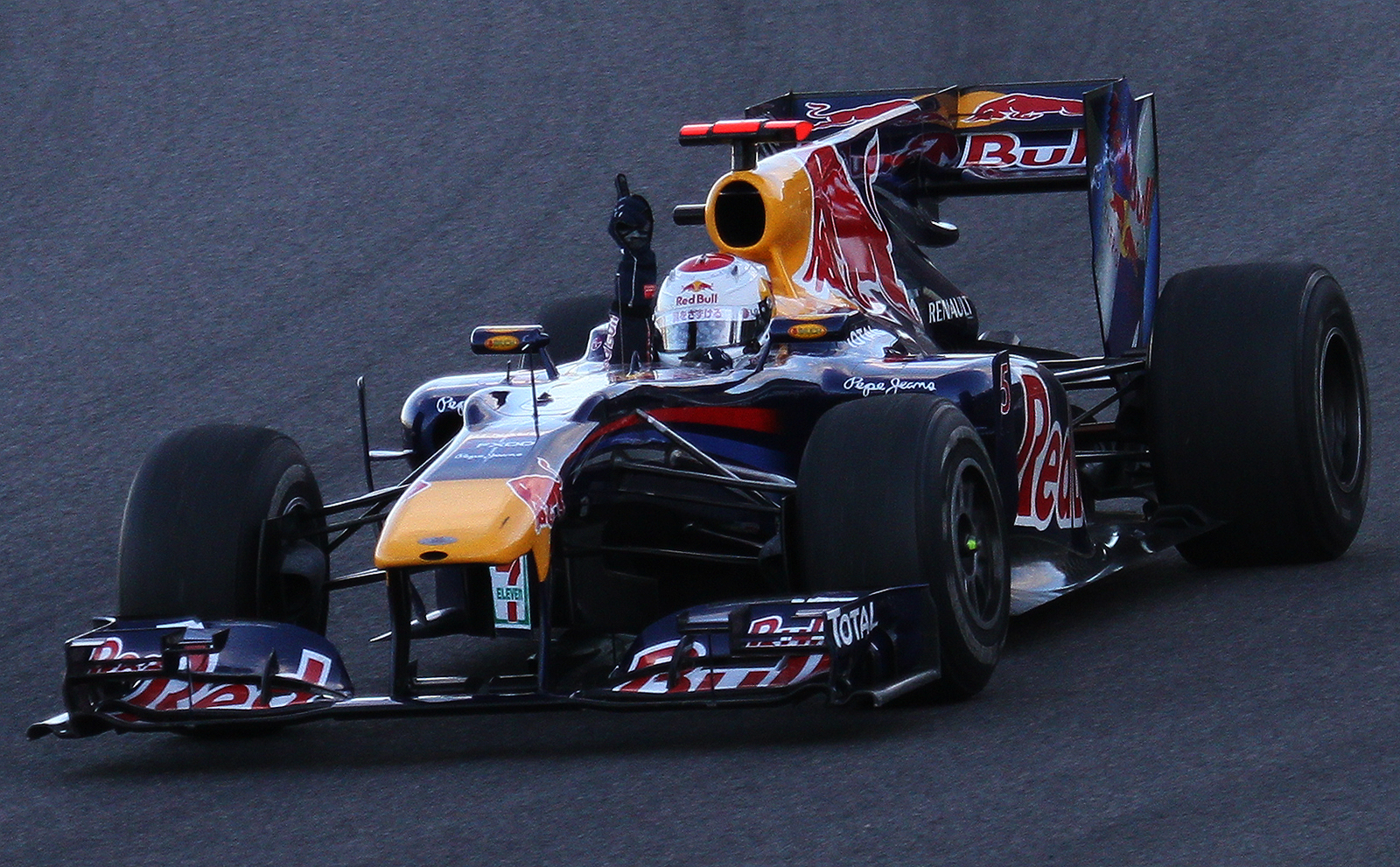
Sebastian Vettel świętujący zwycięstwo w Grand Prix Japonii (2010)

W rozpoczynającym sezon 2010 Grand Prix Bahrajnu zajął czwartą pozycję. Podczas Grand Prix Australii w jego bolidzie doszło do awarii mocowania koła, przez co nie ukończył wyścigu. Wraz z Felipe Massą został także szefem kierowców w Grand Prix Drivers’ Association. W Grand Prix Malezji odniósł pierwsze zwycięstwo w sezonie. Grand Prix Chin ukończył na punktowanej pozycji. W Grand Prix Hiszpanii zajął trzecią, a w Grand Prix Monako drugą pozycję. Podczas Grand Prix Turcji doszło do kolizji Vettela z prowadzącym Markiem Webberem – drugim kierowcą Red Bulla, przez co nie ukończył wyścigu. Grand Prix Kanady ukończył poza podium, a w Grand Prix Europy odniósł zwycięstwo. Podczas Grand Prix Wielkiej Brytanii, na pierwszym zakręcie w jego bolidzie pękła opona, co było wynikiem z kontaktu z Lewisem Hamiltonem. Zajął punktowaną pozycję. W Grand Prix Niemiec i Grand Prix Węgier był trzeci. Podczas Grand Prix Belgii zderzył się z Jensonem Buttonem przez co musiał zjechać do alei serwisowej na wymianę przedniego skrzydła, a następnie otrzymał karę przejazdu przez aleję serwisową. Po kolejnych okrążeniach, zderzył się z Vitantonio Liuzzim w wyniku czego została przebita opona w jego bolidzie. Wyścig ukończył poza pierwszą punktowaną dziesiątką. Ukończył poza podium Grand Prix Włoch. W Grand Prix Singapuru był drugi, a w Grand Prix Japonii zwyciężył. Nie ukończył Grand Prix Korei Południowej z powodu awarii silnika. Zwyciężył w ostatnich dwóch wyścigach sezonu Grand Prix Brazylii i Grand Prix Abu Zabi. Dzięki ostatniemu zwycięstwu został najmłodszym mistrzem świata Formuły 1.

#### 2011
Przed sezonem 2011 przedłużył kontrakt z zespołem Red Bull na sezon 2012, 2013 i 2014. Zwyciężył w dwóch pierwszych wyścigach Grand Prix Australii i Grand Prix Malezji. W Grand Prix Chin był drugi. Zwyciężył w trzech kolejnych wyścigach. Ponownie zajął drugie miejsce w Grand Prix Kanady. W Grand Prix Europy odniósł szóste zwycięstwo sezonu. W Grand Prix Wielkiej Brytanii ponownie był drugi. W Grand Prix Niemiec zajął pozycję poza podium, a w Grand Prix Węgier czwarty raz zajął drugą pozycję. Zwyciężył w trzech kolejnych wyścigach, a po zajęciu trzeciego miejsca w Grand Prix Japonii został najmłodszym dwukrotnym mistrzem świata Formuły 1. Zwyciężył jeszcze w Grand Prix Korei Południowej i Grand Prix Indii. Nie ukończył przedostatniego wyścigu sezonu Grand Prix Abu Zabi z powodu awarii zawieszenia. W Grand Prix Brazylii zajął drugie miejsce.

#### 2012

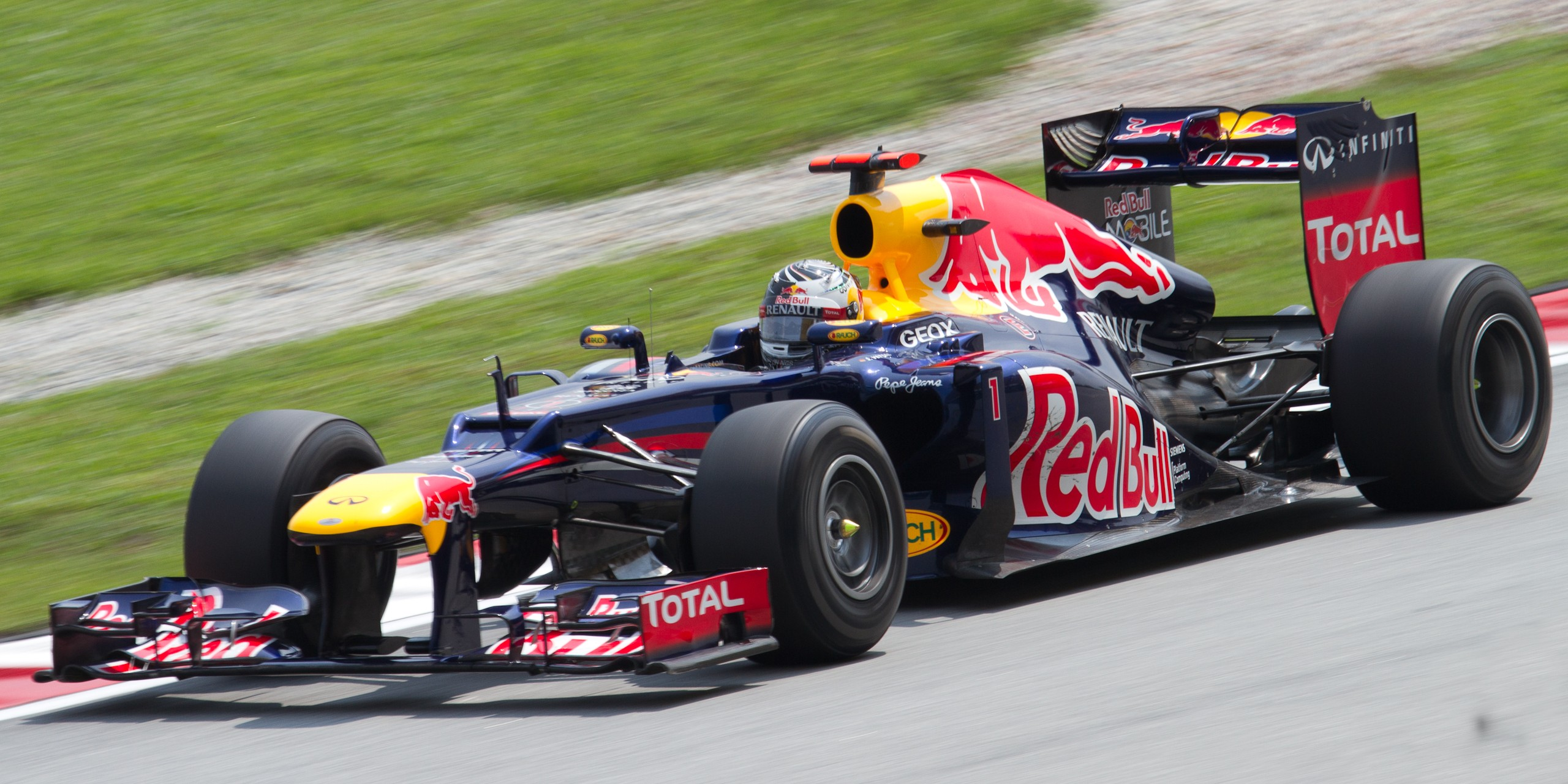
Sebastian Vettel podczas Grand Prix Malezji w bolidzie Red Bull RB8 (2012)

Grand Prix Australii rozpoczynające sezon 2012 ukończył na drugiej pozycji. W Grand Prix Malezji zderzył się z dublowanym Narainem Karthikeyanem. W wyniku kolizji w bolidzie Vettela przebita została opona i musiał on zjechać na pit stop. W bolidzie doszło także do uszkodzenia lewego tylnego kanału chłodzącego hamulce, dlatego Vettel był informowany przez zespół o konieczności zakończenia jazdy, co zostało następnie odwołane i ponowione. Na ostatnim okrążeniu nie używał hamulców, dojechał do mety na jedenastej pozycji. Punktował w Grand Prix Chin, a w Grand Prix Bahrajnu odniósł pierwsze w sezonie zwycięstwo. Punktował w trzech kolejnych wyścigach. Nie ukończył Grand Prix Europy z powodu awarii alternatora w jego bolidzie. W Grand Prix Wielkiej Brytanii zajął trzecie miejsce. Punktował w Grand Prix Niemiec i Grand Prix Węgier. Był drugi w Grand Prix Belgii. W Grand Prix Włoch po obronie pozycji przed Fernando Alonso nałożona została na niego kara przejazdu przez aleję serwisową. Następnie w jego bolidzie doszło do awarii alternatora, w wyniku której musiał wycofać się z wyścigu. Został sklasyfikowany poza pierwszą punktowaną dziesiątką. Zwyciężył w czterech kolejnych wyścigach (w Grand Prix Korei Południowej Vettel miał problemy z oponami, w końcówce wyścigu zespół informował go o konieczności zwolnienia z uwagi na możliwość wyeksploatowania opon w każdej chwili), a w Grand Prix Abu Zabi zajął trzecią pozycję. Grand Prix Stanów Zjednoczonych ukończył na drugim miejscu. W ostatnim wyścigu sezonu Grand Prix Brazylii Vettel został uderzony dwukrotnie przez Bruno Sennę, a jego bolid obrócił się, przez co spadł na koniec stawki. Podłoga i wydech w bolidzie Vettela zostały uszkodzone, mimo to mógł kontynuować wyścig. Dzięki zajęciu szóstego miejsca zdobył swój trzeci tytuł mistrza świata, zostając tym samym najmłodszym trzykrotnym mistrzem świata Formuły 1.

#### 2013

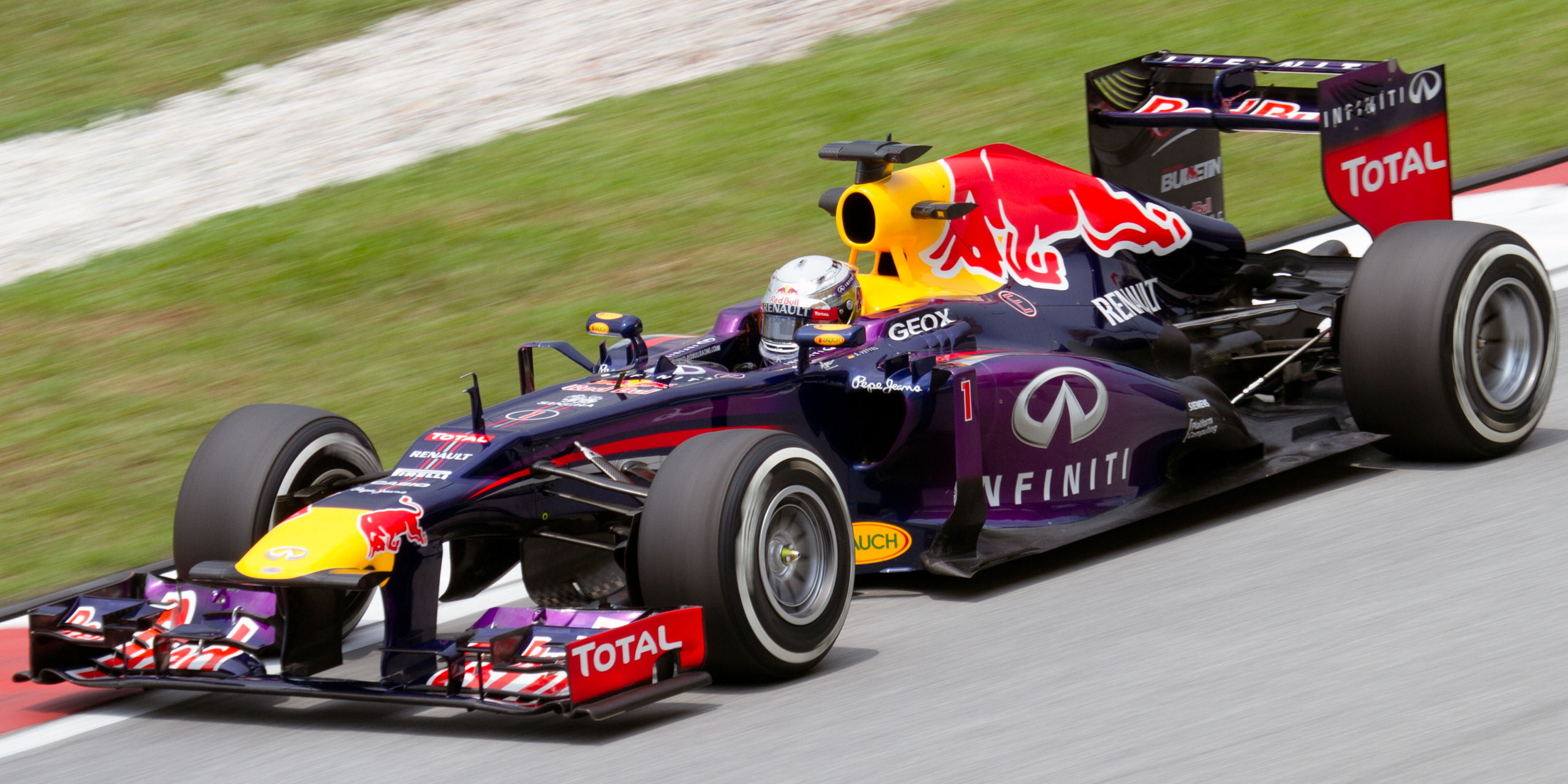
Sebastian Vettel podczas Grand Prix Malezji w bolidzie Red Bull RB9 (2013)

Rozpoczynające sezon 2013 Grand Prix Australii Sebastian Vettel ukończył na trzeciej pozycji. Zwyciężył w Grand Prix Malezji, a Grand Prix Chin ukończył poza podium. Drugie zwycięstwo odniósł w Grand Prix Bahrajnu, a w Grand Prix Hiszpanii ponownie był czwarty. W Grand Prix Monako zajął drugie miejsce. Trzecie zwycięstwo odniósł w Grand Prix Kanady, po czym przedłużył kontrakt z zespołem Red Bull na sezon 2015. Nie ukończył Grand Prix Wielkiej Brytanii z powodu awarii skrzyni biegów. Ponowne zwycięstwo odniósł w Grand Prix Niemiec. Po trzecim miejscu w Grand Prix Węgier zwyciężył we wszystkich pozostałych wyścigach sezonu, zostając najmłodszym czterokrotnym mistrzem świata Formuły 1 podczas piętnastej eliminacji sezonu, Grand Prix Indii. Liczba zwycięstw pozwoliła na wyrównanie rekordu zwycięstw w jednym sezonie Michaela Schumachera z sezonu 2004.

#### 2014

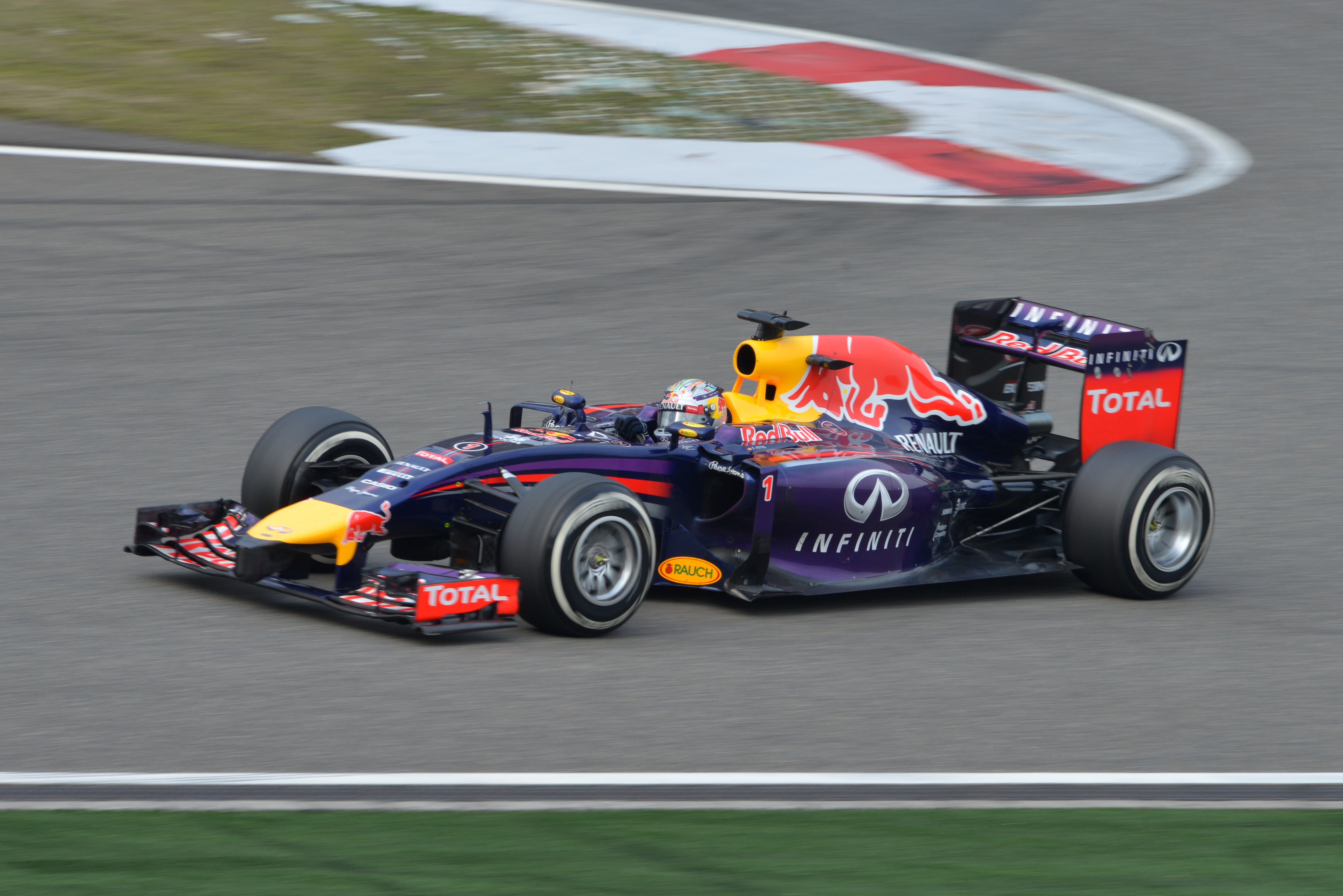
Sebastian Vettel podczas Grand Prix Chin w bolidzie Red Bull RB10 (2014)

Nie ukończył otwierającego sezon 2014 Grand Prix Australii. W bolidzie doszło do awarii silnika. W Grand Prix Malezji zajął trzecie miejsce. Punktował w kolejnych trzech wyścigach, a w Grand Prix Monako w jego bolidzie doszło do awarii turbosprężarki. Podczas Grand Prix Kanady ponownie ukończył wyścig na trzeciej pozycji. Kolejny nieukończony wyścig to Grand Prix Austrii, podczas którego Vettel miał problemy z jednostką napędową, a następnie zderzył się z Adrianem Sutilem przez co uszkodził skrzydło. Zespół postanowił wycofać go z wyścigu. W kolejnych pięciu wyścigach zdobywał punkty. W Grand Prix Singapuru zajął drugie miejsce, które było najlepszym wynikiem w sezonie. Podczas Grand Prix Japonii trzeci raz uzyskał trzecie miejsce na podium, które było także czwartym podium w sezonie. Podczas tego Grand Prix ogłosił odejście z zespołu wraz z zakończeniem sezonu. Punktował w czterech ostatnich wyścigach sezonu. Zdobywając 167 punktów został sklasyfikowany na piątej pozycji w klasyfikacji generalnej kierowców. Z powodu zmiany silników z V8 na V6 rozważał wycofanie się ze startów w Formule 1 po sezonie 2014. Zwątpił także w swe umiejętności.
Po podpisaniu kontraktu z zespołem Ferrari, miał wziąć udział w zimowych testach w barwach ich zespołu, do czego ostatecznie nie doszło.

### Od 2015-2020: Ferrari

#### 2015

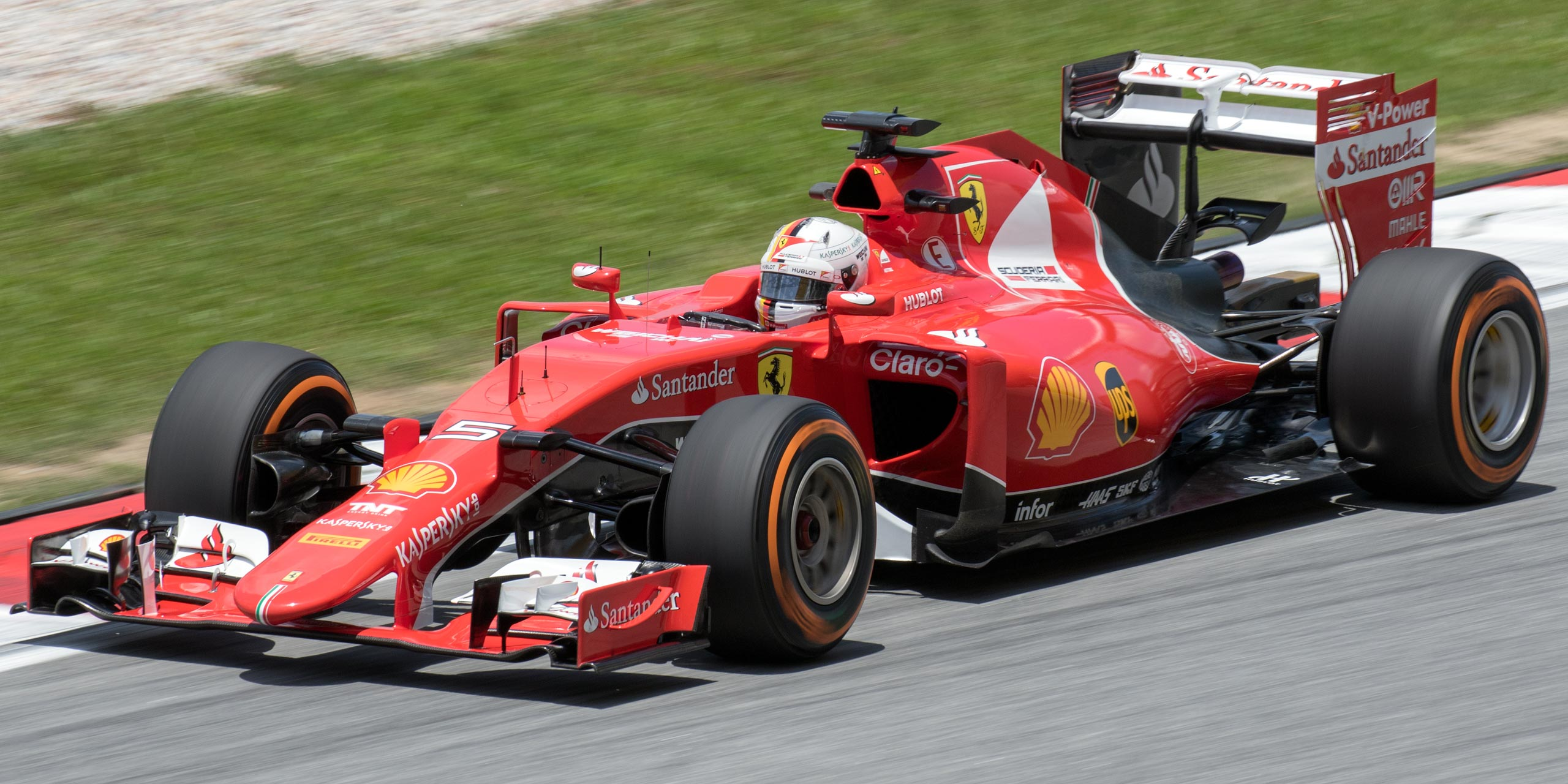
Sebastian Vettel podczas Grand Prix Malezji w bolidzie Ferrari SF15-T (2015)

Kiedy jeździł w Toro Rosso poznał Stefano Domenicaliego i inżynierów Ferrari, którzy przygotowywali silniki jego zespołu. Od końca 2008 roku rozmawiał z Domenicalim jak mógłby dołączyć do Ferrari. Kolejne spotkanie odbyło się w 2010 roku, a zimą na przełomie 2012 i 2013 roku odbył spotkanie w Maranello z Luką di Montezemolo. W połowie sezonu 2014 spotkał się z di Montezemolo i Marco Mattiaccim. Przed sezonem 2015 Vettel podpisał 3-letni kontrakt z Ferrari, zastępując odchodzącego do McLarena Fernando Alonso.
Swój pierwszy start dla zespołu, Grand Prix Australii ukończył na podium, dojeżdżając do mety na trzeciej pozycji. W Grand Prix Malezji odniósł pierwsze zwycięstwo dla Ferrari od Grand Prix Hiszpanii w sezonie 2013. W Grand Prix Chin ponownie zajął trzecią pozycję. Punktował w Grand Prix Bahrajnu, w Grand Prix Hiszpanii zajął trzecią, a w Grand Prix Monako drugą pozycję. Zdobył punkty w kolejnych dwóch wyścigach. W Grand Prix Wielkiej Brytanii czwarty raz w sezonie zakończył wyścig na trzeciej pozycji. Odniósł drugie zwycięstwo w Grand Prix Węgier. Podczas Grand Prix Belgii na kilka okrążeń przed metą jedna z opon w jego bolidzie eksplodowała, przez co zakończył wyścig na dwunastej pozycji. Grand Prix Włoch ukończył na drugiej pozycji. Trzeci wyścig wygrał podczas Grand Prix Singapuru. Grand Prix Japonii ukończył na trzecim miejscu. Kolejne drugie miejsce zajął w Grand Prix Rosji. W Grand Prix Stanów Zjednoczonych kolejny raz zajął trzecią pozycję. Po starcie w Grand Prix Meksyku zderzył się z Danielem Ricciardo, co spowodowało przebicie opony w jego bolidzie i wymusiło zmianę opon. W dalszej części wyścigu uderzył w barierę, przez co musiał wycofać się z wyścigu. Grand Prix Brazylii ukończył na trzecim miejscu. W kończącej sezon Grand Prix Abu Zabi zajął czwartą pozycję. Zdobywając 278 punktów został drugim wicemistrzem Formuły 1.

#### 2016
Przed startem sezonu 2016 Vettel przetestował bolid Ferrari F14 T z sezonu 2014 na torze Fiorano. Tak jak w poprzednim sezonie pierwszą rundę, Grand Prix Australii, ukończył na trzeciej pozycji. Podczas okrążenia rozgrywkowego Grand Prix Bahrajnu w jego bolidzie doszło do pęknięcia zaworu, co spowodowało awarię silnika uniemożliwiającą mu wystartowanie do wyścigu. W Grand Prix Chin zajął drugie miejsce. Po starcie wyścigu Grand Prix Rosji tył bolidu Vettela został uderzony przez Daniiła Kwiata z zespołu Red Bull. Vettel kontynuował jazdę z rozerwaną oponą, jednak ponownie został on uderzony przez Kwiata, a jego bolid trafił w bandę uszkadzającym tym samym przednie zawieszenie. Na Kwiata w trakcie wyścigu została nałożona kara stop & go, otrzymał on też trzy punkty karne. W wyniku zaistniałej sytuacji Kwiat został zastąpiony przez Maksa Verstappena, a sam powrócił do zespołu Toro Rosso na jego miejsce. W Grand Prix Hiszpanii Vettel zajął trzecie miejsce, a w Grand Prix Monako był czwarty. Grand Prix Kanady i Grand Prix Europy ponownie ukończył na podium, w obu wyścigach zajął drugie miejsce. Podczas Grand Prix Austrii doszło do rozerwania jednej z opon bolidu Vettela po czym uderzył on w barierę i musiał wycofać się z wyścigu. Zdobywał punkty w kolejnych czterech Grand Prix, a w Grand Prix Włoch zajął trzecie miejsce. W Grand Prix Singapuru był piąty. Przejeżdżając przez pierwszy zakręt Grand Prix Malezji zderzył się z bolidem Nico Rosberga co spowodowało uszkodzenie lewego przedniego zawieszenia bolidu Vettela i konieczność wycofania się z wyścigu. Na Vettela została nałożona kara przesunięcia o trzy miejsca na starcie Grand Prix Japonii, które ukończył na czwartym miejscu. Wynik ten powtórzył w Grand Prix Stanów Zjednoczonych, a w Grand Prix Meksyku i Brazylii zajął piątą pozycję. W ostatnim wyścigu sezonu Grand Prix Abu Zabi zajął trzecie miejsce. Uzyskał 212 punktów i zajął czwartą pozycję w klasyfikacji generalnej.

#### 2017
Zwyciężył w otwierającym sezon 2017 Grand Prix Australii. Przed startem do Grand Prix Chin Vettel ustawił swój bolid poza granicami pola startowego. Sędziowie przeanalizowali to zachowanie, ale nie zdecydowali się nałożyć nie niego kary. Vettel stwierdził, że nie chciał ustawić bolidu na linii, na mokrym torze oraz że zachowanie było zgodne z regulaminem. Wyścig ukończył na drugim miejscu. Ponownie zwyciężył w Grand Prix Bahrajnu. W Grand Prix Rosji i Grand Prix Hiszpanii zajął drugie miejsce. W Grand Prix Monako odniósł trzecie w sezonie zwycięstwo. Po starcie wyścigu Grand Prix Kanady w bolidzie Vettela odpadła część przedniego skrzydła i zdecydował się on jego wymianę. Wyścig ukończył na czwartej pozycji. W Grand Prix Azerbejdżanu w czasie okresu neutralizacji Vettel uderzył tył bolidu Lewisa Hamiltona, a następnie zrównał się z nim i doprowadził do ponownego zderzenia. Vettel za ten manewr otrzymał 10–sekundową karę stop & go. Wyścig ukończył ponownie na czwartej pozycji.

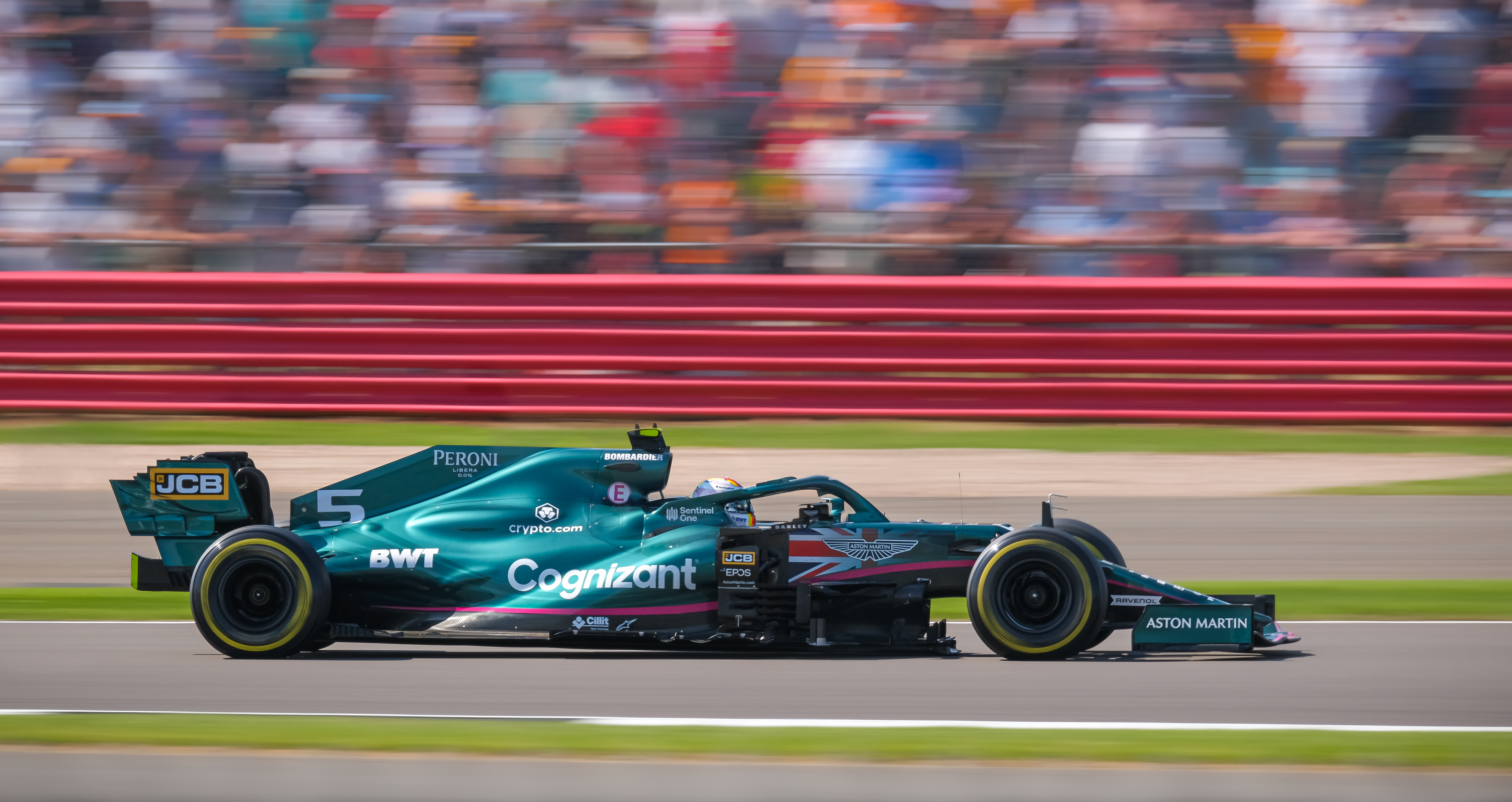
Sebastian Vettel podczas Grand Prix Wielkiej Brytanii w bolidzie Aston Martin AMR21 (2021)

### Od 2021: Aston Martin

#### 2021
Sebastian Vettel startuje w Astonie Martinie od 2021 roku, zastępując Sergio Pereza. 28 lipca 2022 ogłosił, że zamierza zakończyć karierę w F1 wraz z końcem sezonu 2022.

## Pozostała działalność sportowa

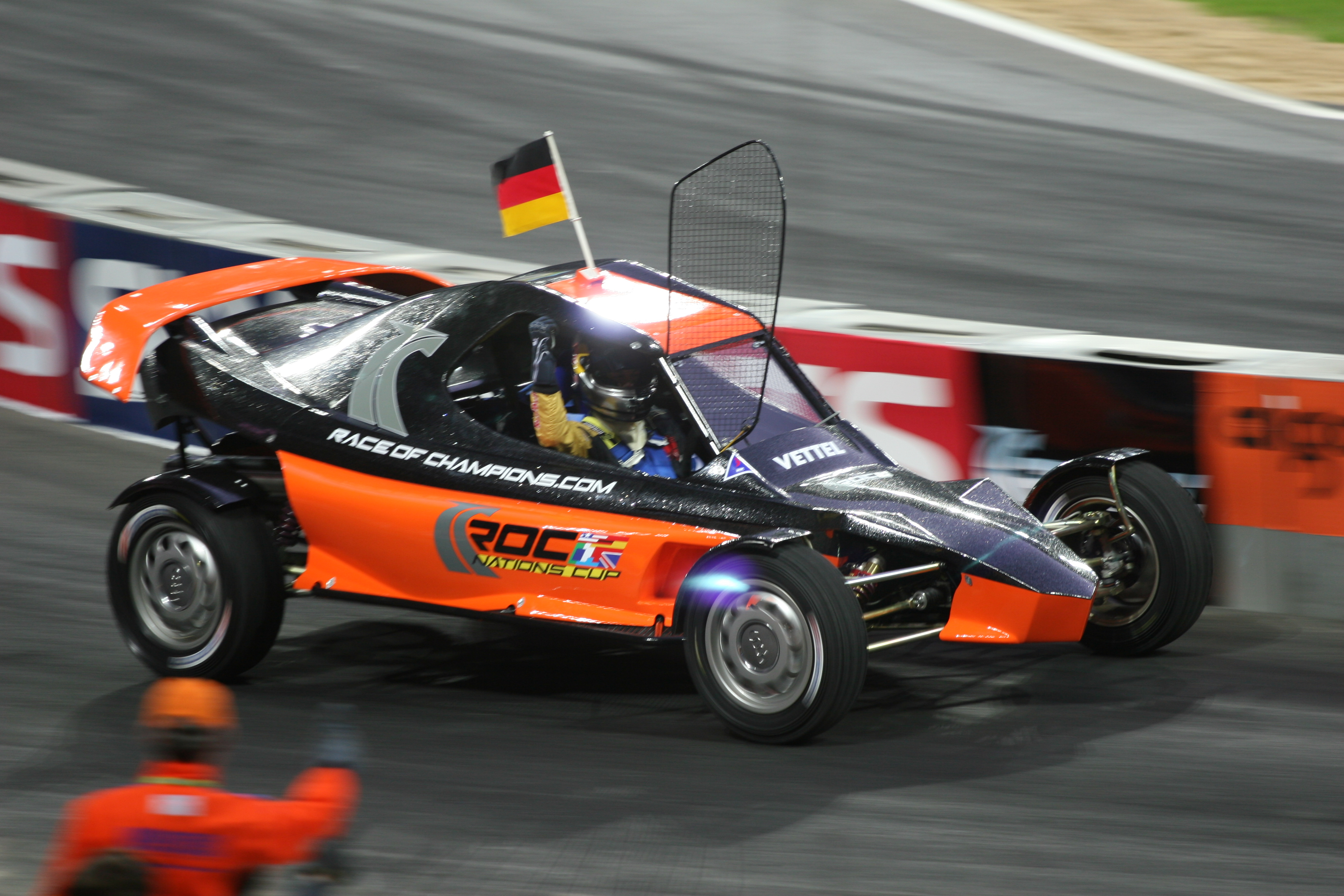
Sebastian Vettel podczas zawodów Race of Champions (2007)

Wspólnie z Michaelem Schumacherem w latach 2007–2012 wystartował w sześciu edycjach Race of Champions, zwyciężając zespołowo we wszystkich edycjach. W 2017 roku samotnie zwyciężył w rywalizacji zespołowej ze względu na wcześniejszy wypadek Pascala Wehrleina. W 2015 roku zwyciężył w rywalizacji indywidualnej Race of Champions. W 2011 roku przetestował symulator jazdy Formuły 1 Playseat Redbull Racing F1. W 2012 roku wziął udział w Goodwood Festival of Speed. W 2014 roku poprowadził bolid Ferrari F1 87-88C na torze Red Bull Ring.

## Działalność publiczna
W 2011 roku dubbingował postać Sebastiana Schnella w filmie Auta 2. Wystąpił także w programie Top Gear, gdzie ustanowił najszybszy czas spośród kierowców Formuły 1.
W 2012 roku wraz z Celiną Jade wystąpił w filmie Kung Fu Vettel: Drive of the Dragon. Wystąpił także w teledysku Melanie Fiony do utworu „Watch me Work”.
Przekazał swój kask dla organizacji Wings for Life, która w 2013 roku sprzedała go podczas aukcji charytatywnej w rekordowej cenie, która wyniosła 118 000 dolarów.
W 2014 roku wręczył nagrodę Bambi w kategorii Millennium Sabine Kehm, która odebrała ją w imieniu Michaela Schumachera.

## Styl jazdy
W 2009 roku Christian Horner stwierdził, że Sebastian Vettel i Mark Webber mają podobny styl jazdy. W 2011 roku Peter Windsor porównał styl jazdy Vettela do stylu jazdy Fernando Alonso uznał on, że Vettel ma mniejszy kąt skrętu przez co mniej musi pracować kierownicą w zakrętach i nie używa opon Pirelli na początkowym wejściu w zakręt, tak jak Alonso. Windsor dokonał także porównania Vettela z Webberem, stwierdzając, że delikatniejsze ruchy kierownicą dają mu znaczną przewagę nad nim. W 2012 roku bolid nie pasował do stylu jazdy Vettela, a poprawki w bolidzie nie rozwiązały problemu przez co Vettel zmienił swój styl jazdy, dopasowując go do samochodu. W 2014 roku ponownie jego styl jazdy nie pasował do ówczesnego bolidu. Sposób w jaki samochód skręcał podczas wejścia w zakręt, mniejszy docisk oraz niedobory mocy silnika, które wymuszały nadrabianie w zakrętach, bardziej obciążając opony powodował problemy z optymalną jazdą. Według Hornera Vettel miał problemy z ustawieniem bolidu.

## Kaski i samochody

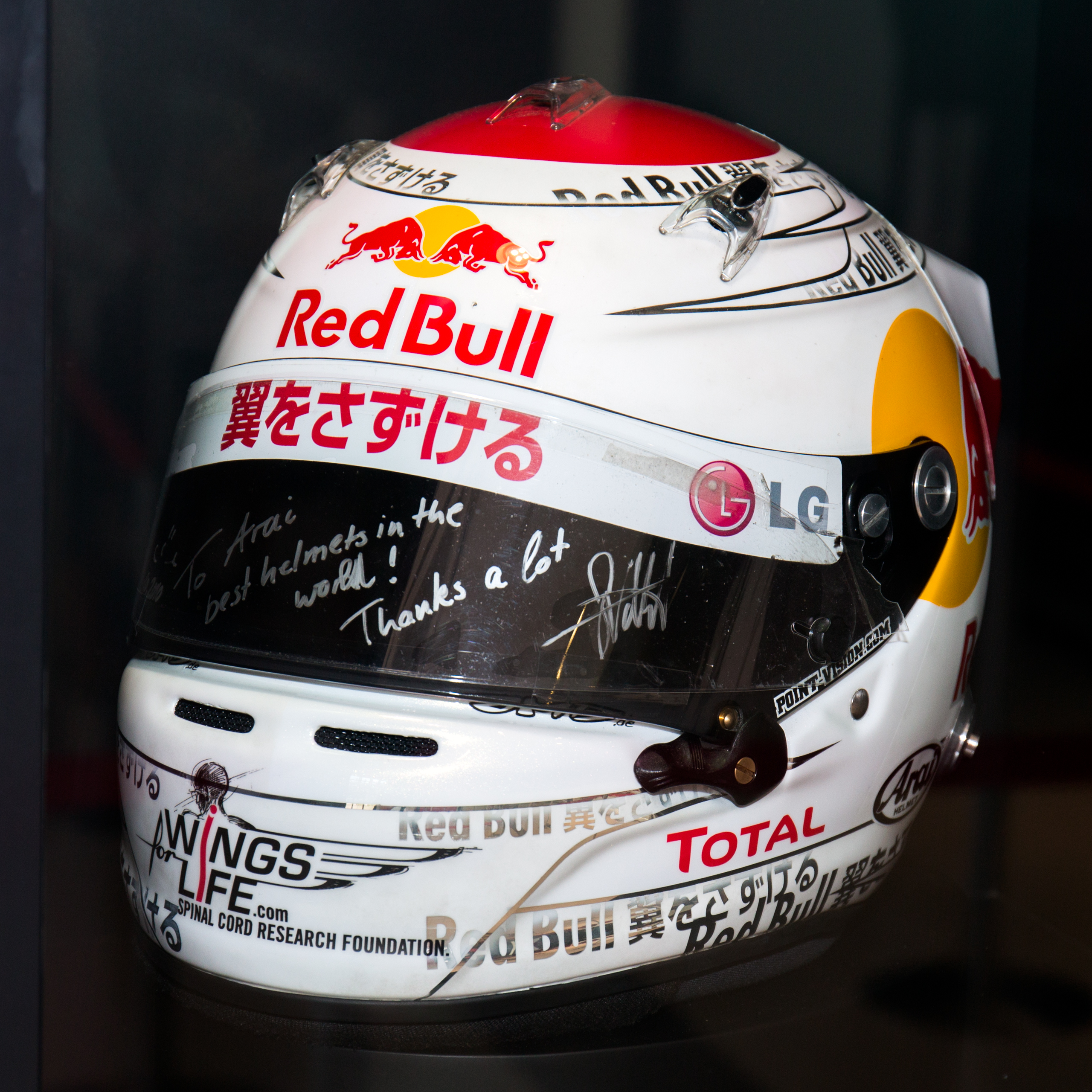
Kask Sebastiana Vettela z Grand Prix Japonii (2010)

Jens Munser projektował malowania kasków od czasów startów Sebastiana Vettela w kartingu. W latach 2006–2012 zaprojektował dla niego ponad 50 malowań. Podczas Grand Prix Singapuru w sezonie 2012 w jego kasku zostały zamontowane diody LED, co zostało następnie zakazane przez Fédération Internationale de l’Automobile.
Z powodu zmian w przepisach, które od sezonu 2015 zakazały znaczących zmian w trakcie sezonu, Vettel ogłosił, że będzie się starał używać jednego malowania przez cały rok.
Zainspirowany przez amerykańskich pilotów bombowców II wojny światowej, nazywa swoje bolidy kobiecymi imionami.

## Kolizje
Podczas Grand Prix Japonii w sezonie 2007 jadąc na trzeciej pozycji, gdy stawkę prowadził samochód bezpieczeństwa zderzył się z drugim Markiem Webberem z zespołu Red Bull. Tłumaczył, że został zaskoczony przez zwalniającego Lewisa Hamiltona, na którego spojrzał, i wtedy doszło do kolizji. Nałożona na Vettela kara przesunięcia o dziesięć pozycji na starcie podczas następnego Grand Prix została anulowana, gdy został ujawniony nowy zapis wideo wydarzenia. Webber uznał, że zachowanie Hamiltona było nieprawidłowe, co przyczyniło się do zderzenia między nim a Vettelem. Fédération Internationale de l’Automobile uznała, że Vettel nie poniósł całkowitej winy, dlatego karę zamieniła na reprymendę.
W sezonie 2009 podczas Grand Prix Australii jadąc na drugiej pozycji zderzył się z Robertem Kubicą. Na trzy okrążenia przed końcem wyścigu popełnił błąd, a gdy Kubica dokonywał na nim manewru wyprzedzenia, stracił przyczepność i uderzył w jego bolid. Obaj kontynuowali jazdę. Kubica kontynuując jazdę z uszkodzonym przednim skrzydłem rozbił swój bolid i wycofał się z wyścigu. Vettel po utracie przedniego skrzydła również kontynuował jazdę, jednak wyjechał jednym z kół na trawę, wpadł poślizg i uszkodził przednie zawieszenie swojego bolidu. Mimo urwanego przedniego koła i wyjazdu na tor samochodu bezpieczeństwa Vettel przejechał jeszcze jedno okrążenie, ale ostatecznie zakończył jazdę. Kubica określił obronę pozycji przez Vettela jako zbyt optymistyczną. Vettel otrzymał karę przesunięcia o dziesięć miejsc na starcie do następna wyścigu.
Podczas Grand Prix Turcji w sezonie 2010 jadąc na drugiej pozycji zderzył się z liderem, którym był jego partner zespołowy Mark Webber. Vettel musiał zakończyć jazdę, a Webber ukończył wyścig na trzeciej pozycji. Obaj kierowcy obwiniali siebie nawzajem za spowodowanie kolizji.
Jadąc na trzeciej pozycji w Grand Prix Belgii uderzył w jadącego na drugim miejscu Jensona Buttona. Podczas hamowania na prostej Vettel stracił kontrolę nad bolidem, co przyczyniło się do kolizji. Po kontakcie Button musiał wycofać się z wyścigu, a Vettel musiał zjechać na pit stop w celu wymiany przedniego skrzydła. Button stwierdził, że Vettel nie doprowadził do kolizji celowo.
Podczas Grand Prix Malezji w sezonie 2012 zderzył się z dublowanym Narainem Karthikeyanem. W wyniku kolizji w bolidzie Vettela przebita została opona i musiał on zjechać na pit stop. Pozostałe uszkodzenia, spowodowały dalsze problemy w wyścigu. Karthikeyan został ukarany doliczeniem dwudziestu sekund do jego rezultatu w wyścigu. Vettel nazwał Karthikeyana ogórkiem i idiotą oraz wykonał w jego kierunku gest środkowego palca. Karthikeyan odnosząc się do tych słów, nazwał zachowanie Vettela nieprofesjonalnym i haniebnym.

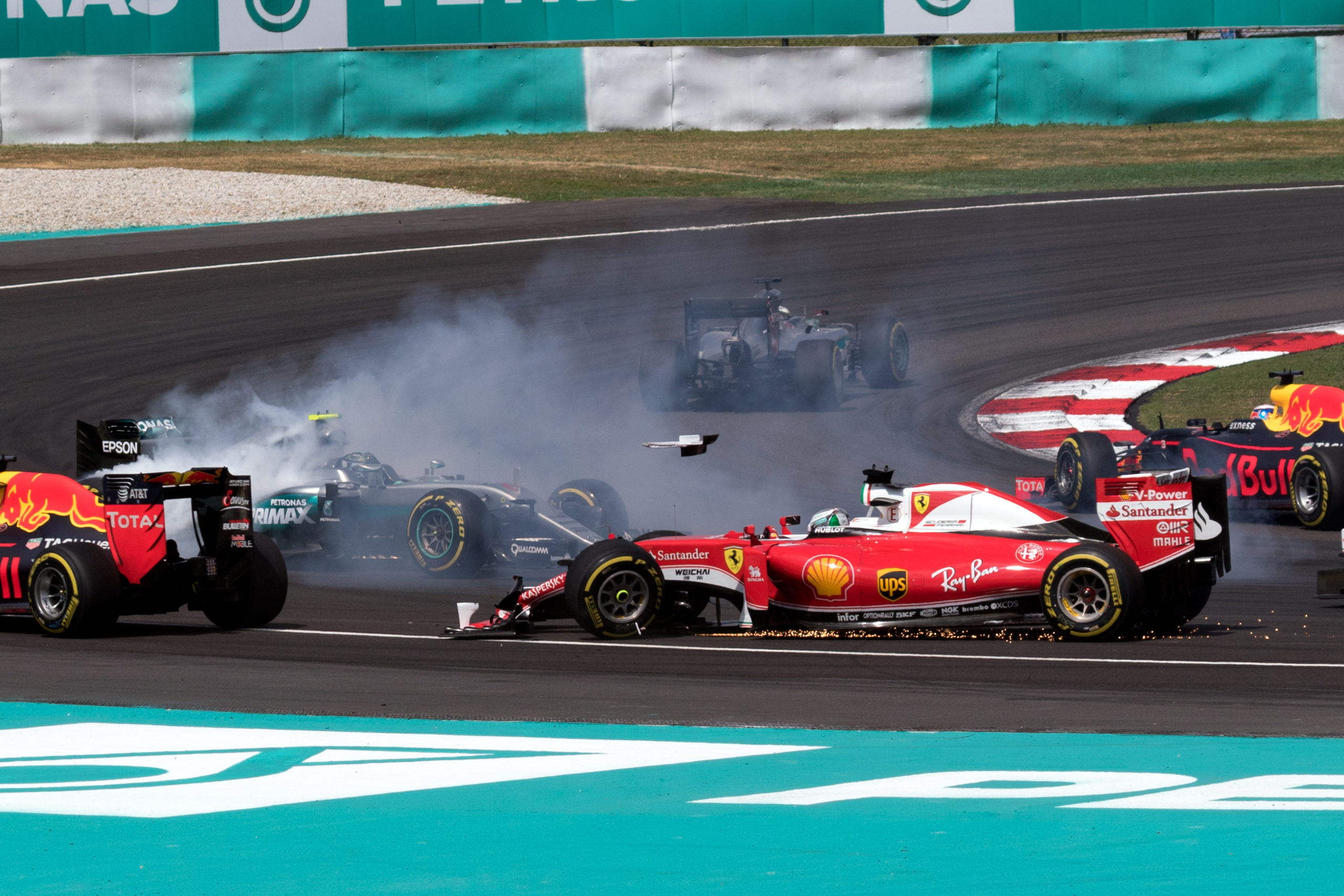
Kolizja Sebastiana Vettela z Nico Rosbergiem podczas Grand Prix Malezji (2016)

Po starcie Grand Prix Malezji w sezonie 2016 Vettel doprowadził do kolizji z bolidem Nico Rosberga, w wyniku której uszkodził lewe przednie zawieszenie, a bolid Rosberga się obrócił. W wyniku uszkodzeń bolidu Vettel musiał wycofać się z wyścigu. Niemiec został ukarany cofnięciem o dziesięć pozycji na starcie kolejnego wyścigu oraz otrzymał dwa punkty karne.
W Grand Prix Azerbejdżanu w sezonie 2017 przed drugim restartem wyścigu Lewis Hamilton zredukował prędkość swojego bolidu i Vettel uderzył w jego tył, a następnie zrównał się z Hamiltonem i celowo uderzył w jego samochód. Vettel otrzymał 10–sekundową karę stop & go oraz trzy punkty karne. Kierowca uznał, że Hamilton również powinien otrzymać karę za swój manewr, a Hamilton uznał zachowanie Vettela za kompromitację.

### Pozostałe incydenty

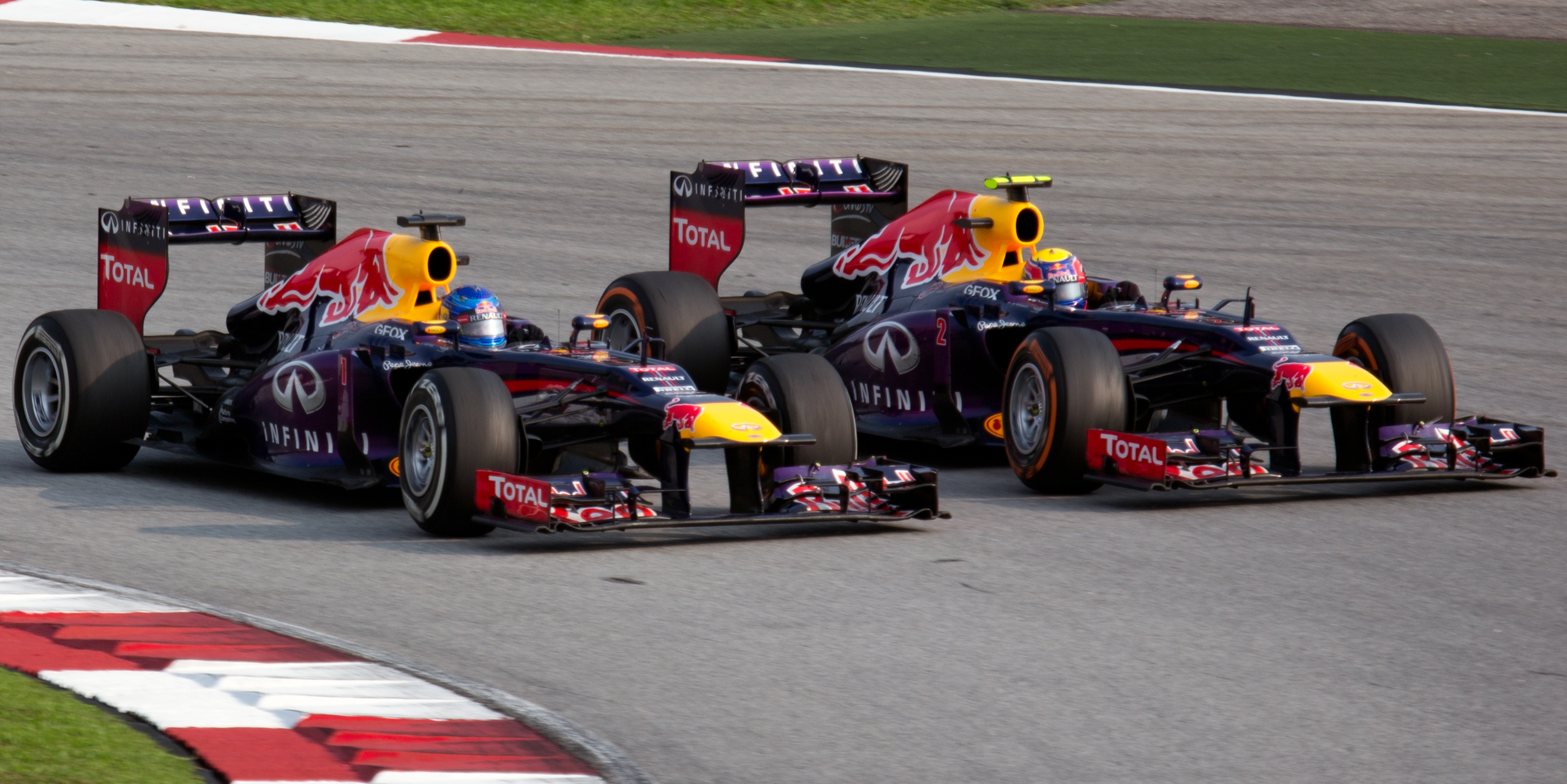
Sebastian Vettel wyprzedający Marka Webbera podczas Grand Prix Malezji (2013)

Podczas Grand Prix Malezji w sezonie 2013 partner zespołowy Vettela, Webber był na prowadzeniu przez większość wyścigu. Po czwartym pit-stopie kierowcy Red Bulla otrzymali polecenie zespołowe, aby oszczędzać opony i skupić się na obronie swoich pozycji. Vettel zignorował polecenie i wyprzedził Webbera. Jak tłumaczył swoją decyzję, po otrzymaniu nowych opon poczuł, że miał lepsze tempo i mógł osiągać wyższą prędkość, przez co był bardzo bliski walki. Vettel stwierdził, że źle rozumiał informacje zespołu oraz że mimo to powtórzyłby manewr, gdyby zaszła taka konieczność.
Podczas okresu czerwonej flagi w trzecim treningu Grand Prix Kanady w sezonie 2015 Vettel wyprzedził Roberto Merhiego. Za ten manewr otrzymał karę przesunięcia o trzy pozycje na starcie do wyścigu oraz trzy punkty karne. Vettel tłumaczył swoje zachowanie tym, że bolid jechał za wolno oraz że podejrzewał u niego awarię.
W Grand Prix Wielkiej Brytanii w sezonie 2016 podczas wyścigu Vettel wypchnął bolid Felipe Massy poza tor, za co otrzymał karę doliczenia pięciu sekund do końcowego wyniku oraz dwa punkty karne. Vettel uznał zdarzenie za incydent wyścigowy, ponieważ nie mógł utrzymać kontroli podczas skręcania.
Na przedostatnim okrążeniu Grand Prix Meksyku jadąc na czwartej pozycji podczas hamowania Vettel zmienił kierunek jazdy blokując i zderzając się z Danielem Ricciardo. Zakaz zmiany kierunku w strefie hamowania został wprowadzony w poprzednim Grand Prix Stanów Zjednoczonych. Vettel dojechał do mety na czwartym miejscu, jednak ze względu na pięciosekundową karę przyznaną Maksowi Verstappenowi po zakończeniu wyścigu to Vettel zajął trzecie miejsce na podium. Ostatecznie Vettel otrzymał dziesięciosekundową karę i stracił trzecie miejsce. Dodatkowo otrzymał on dwa punkty karne. Zespół Ferrari zgłosił wniosek do Fédération Internationale de l’Automobile o ponowne rozpatrzenie wydanej kary czasowej dla Vettela.
Po tym, gdy nie nakazano Maksowi Verstappenowi oddania pozycji, którą zyskał po opuszczeniu toru Vettel użył obraźliwych słów wobec Charliego Whitinga. Ze względu na przeprosiny i mocne zaangażowanie ze strony kierowcy Fédération Internationale de l’Automobile nie podjęła dalszych działań dyscyplinarnych w sprawie Vettela, jednak zaznaczył, że podobne zachowanie w przyszłości zostanie rozpatrzone przez Międzynarodowy Trybunał Fédération Internationale de l’Automobile.

## Opinie
W 2007 roku Franz Tost stwierdził, że Sebastian Vettel po wejściu do Formuły 1 zaczął zmagać się ze wszystkimi jej problemami zdecydowanie za wcześnie. Michael Schumacher stwierdził, natomiast że Vettel wszedł do Formuły 1 w odpowiednim momencie i że ma potencjał, aby zostać mistrzem świata. W 2010 roku Stirling Moss uznał go za najszybszego kierowcę sezonu dodał, że Vettel ma naturalny talent, ale jest porywczy. W 2011 roku Giorgio Ascanelli przyrównał go do Ayrtona Senny stwierdzając, że może on być najlepszym kierowcą. Sébastien Bourdais stwierdził, że bolid, którym trudno się steruje, może nie sprawiać mu problemów, a jego zdolność prowadzenia samochodu jest wyjątkowa, co jest zauważalne w trudnych warunkach jazdy. W 2013 roku Murray Walker uznał Vettela jako jednego z najlepszych kierowców. W 2015 roku Sergio Marchionne stwierdził, że Vettel jest nieustępliwy i agresywny oraz ma analityczne podejście do każdego wyścigu, a James Allison porównał go do Michaela Schumachera twierdząc, że ma on te same cechy przywódcze.
W 2009, 2011 i 2013 roku został wybrany najlepszym kierowcą sezonu w rankingu szefów zespołów Formuły 1. W 2010, 2012 i 2015 roku zajął w tym rankingu drugie miejsce.

## Wyniki
| Legenda oznaczeń w tabelach wyników Wyświetl szablon na nowej stronie | Legenda oznaczeń w tabelach wyników Wyświetl szablon na nowej stronie                                                                     |
| Oznaczenie                                                            | Wyjaśnienie |
| --------------------------------------------------------------------- | --- |
| Złoty                                                                 | Zwycięzca lub mistrzostwo |
| Srebrny                                                               | 2. miejsce lub wicemistrzostwo |
| Brązowy                                                               | 3. miejsce lub II wicemistrzostwo |
| Zielony                                                               | Ukończył, punktował (w klasyfikacji generalnej, gdy zdobył co najmniej jeden punkt na przestrzeni sezonu, poza trzema powyższymi opcjami) |
| Niebieski                                                             | Ukończył, nie punktował (w klasyfikacji generalnej, gdy nie zdobył co najmniej jednego punktu na przestrzeni sezonu)                      |
| Czerwony                                                              | Nie zakwalifikował się (NZ) |
| Czerwony                                                              | Nie prekwalifikował się (NPK) |
| Różowy                                                                | Nie ukończył (NU) |
| Różowy                                                                | Niesklasyfikowany (NS) (w klasyfikacji generalnej, gdy nie został sklasyfikowany w żadnym wyścigu sezonu)                                 |
| Czarny                                                                | Zdyskwalifikowany (DK) |
| Czarny                                                                | Wykluczony (WYK/EX) |
| Biały                                                                 | Nie wystartował (NW) |
| Biały                                                                 | Kontuzjowany (K/INJ) |
| Biały                                                                 | Wyścig odwołany (OD/C) |
| Bez koloru                                                            | Został wycofany (WYC/WD) |
| Bez koloru                                                            | Nie przybył (NP/DNA) |
| Bez koloru                                                            | Nie brał udziału w treningach (NT/DNP) |
| Bez koloru                                                            | Nie został zgłoszony (–) |
| Pogrubienie                                                           | Start z pole position |
| Kursywa                                                               | Najszybsze okrążenie wyścigu |
| †                                                                     | Nie ukończył, ale jego rezultat został zaliczony ze względu na przejechanie więcej niż 90% dystansu wyścigu.                              |
| *                                                                     | Sezon w trakcie |
| 1/2/3                                                                 | Punktowana pozycja w sprincie kwalifikacyjnym                                                                                             |
| Lista systemów punktacji Formuły 1                                    | |

### Formuła BMW ADAC
| Rok  | Zespół                  | Wyniki w poszczególnych eliminacjach | Wyniki w poszczególnych eliminacjach | Wyniki w poszczególnych eliminacjach | Wyniki w poszczególnych eliminacjach | Wyniki w poszczególnych eliminacjach | Wyniki w poszczególnych eliminacjach | Wyniki w poszczególnych eliminacjach | Wyniki w poszczególnych eliminacjach | Wyniki w poszczególnych eliminacjach | Wyniki w poszczególnych eliminacjach | Wyniki w poszczególnych eliminacjach | Wyniki w poszczególnych eliminacjach | Wyniki w poszczególnych eliminacjach | Wyniki w poszczególnych eliminacjach | Wyniki w poszczególnych eliminacjach | Wyniki w poszczególnych eliminacjach | Wyniki w poszczególnych eliminacjach | Wyniki w poszczególnych eliminacjach | Wyniki w poszczególnych eliminacjach | Wyniki w poszczególnych eliminacjach | Pkt. | Poz. |
| ---- | ----------------------- | ------------------------------------ | ------------------------------------ | ------------------------------------ | ------------------------------------ | ------------------------------------ | ------------------------------------ | ------------------------------------ | ------------------------------------ | ------------------------------------ | ------------------------------------ | ------------------------------------ | ------------------------------------ | ------------------------------------ | ------------------------------------ | ------------------------------------ | ------------------------------------ | ------------------------------------ | ------------------------------------ | ------------------------------------ | ------------------------------------ | ---- | ---- |
| 2003 | Eifelland Racing        | Niemcy                               | Niemcy                               | Włochy                               | Włochy                               | Niemcy                               | Niemcy                               | Niemcy                               | Niemcy                               | Niemcy                               | Niemcy                               | Niemcy                               | Niemcy                               | Niemcy                               | Niemcy                               | Austria                              | Austria                              | Holandia                             | Holandia                             | Niemcy                               | Niemcy                               | 216  | 2    |
| 2003 | Eifelland Racing        | NU                                   | 2                                    | 1                                    | 1                                    | 3                                    | 2                                    | 6                                    | 7                                    | NU                                   | 1                                    | 10                                   | 2                                    | 1                                    | 2                                    | 6                                    | 8                                    | NW                                   | 3                                    | 3                                    | 1                                    | 216  | 2    |
| 2004 | ADAC Berlin-Brandenburg | Niemcy                               | Niemcy                               | Włochy                               | Włochy                               | Niemcy                               | Niemcy                               | Niemcy                               | Niemcy                               | Niemcy                               | Niemcy                               | Niemcy                               | Niemcy                               | Niemcy                               | Niemcy                               | Holandia                             | Holandia                             | Czechy                               | Czechy                               | Niemcy                               | Niemcy                               | 387  | 1    |
| 2004 | ADAC Berlin-Brandenburg | 1                                    | 1                                    | 2                                    | 1                                    | 1                                    | 3                                    | 1                                    | 1                                    | 1                                    | 1                                    | 1                                    | 1                                    | 1                                    | 1                                    | 1                                    | 1                                    | 1                                    | 1                                    | 1                                    | 1                                    | 387  | 1    |

### Formuła 3 Euro Series
| Rok  | Zespół               | Wyniki w poszczególnych eliminacjach | Wyniki w poszczególnych eliminacjach | Wyniki w poszczególnych eliminacjach | Wyniki w poszczególnych eliminacjach | Wyniki w poszczególnych eliminacjach | Wyniki w poszczególnych eliminacjach | Wyniki w poszczególnych eliminacjach | Wyniki w poszczególnych eliminacjach | Wyniki w poszczególnych eliminacjach | Wyniki w poszczególnych eliminacjach | Wyniki w poszczególnych eliminacjach | Wyniki w poszczególnych eliminacjach | Wyniki w poszczególnych eliminacjach | Wyniki w poszczególnych eliminacjach | Wyniki w poszczególnych eliminacjach | Wyniki w poszczególnych eliminacjach | Wyniki w poszczególnych eliminacjach | Wyniki w poszczególnych eliminacjach | Wyniki w poszczególnych eliminacjach | Wyniki w poszczególnych eliminacjach | Pkt. | Poz. |
| ---- | -------------------- | ------------------------------------ | ------------------------------------ | ------------------------------------ | ------------------------------------ | ------------------------------------ | ------------------------------------ | ------------------------------------ | ------------------------------------ | ------------------------------------ | ------------------------------------ | ------------------------------------ | ------------------------------------ | ------------------------------------ | ------------------------------------ | ------------------------------------ | ------------------------------------ | ------------------------------------ | ------------------------------------ | ------------------------------------ | ------------------------------------ | ---- | ---- |
| 2005 | ASL Mücke Motorsport | Niemcy                               | Niemcy                               | Francja                              | Francja                              | Belgia                               | Belgia                               | Monako                               | Monako                               | Niemcy                               | Niemcy                               | Niemcy                               | Niemcy                               | Niemcy                               | Niemcy                               | Holandia                             | Holandia                             | Niemcy                               | Niemcy                               | Niemcy                               | Niemcy                               | 63   | 5    |
| 2005 | ASL Mücke Motorsport | 15                                   | 5                                    | 7                                    | 11                                   | DK                                   | 13                                   | 18                                   | 17                                   | 5                                    | 5                                    | 2                                    | 4                                    | 11                                   | 2                                    | 2                                    | 2                                    | 3                                    | 15                                   | 13                                   | 3                                    | 63   | 5    |
| 2006 | ASM Formule 3        | Niemcy                               | Niemcy                               | Niemcy                               | Niemcy                               | Niemcy                               | Niemcy                               | Wielka Brytania                      | Wielka Brytania                      | Niemcy                               | Niemcy                               | Niemcy                               | Niemcy                               | Holandia                             | Holandia                             | Hiszpania                            | Hiszpania                            | Francja                              | Francja                              | Niemcy                               | Niemcy                               | 75   | 2    |
| 2006 | ASM Formule 3        | 5                                    | 1                                    | 3                                    | 6                                    | 5                                    | 14                                   | 2                                    | 7                                    | 2                                    | NU                                   | 1                                    | 1                                    | 24                                   | 2                                    | 1                                    | NU                                   | 9                                    | 9                                    | 3                                    | 12                                   | 75   | 2    |

### Formuła Renault 3.5
| Rok  | Zespół            | Wyniki w poszczególnych eliminacjach | Wyniki w poszczególnych eliminacjach | Wyniki w poszczególnych eliminacjach | Wyniki w poszczególnych eliminacjach | Wyniki w poszczególnych eliminacjach | Wyniki w poszczególnych eliminacjach | Wyniki w poszczególnych eliminacjach | Wyniki w poszczególnych eliminacjach | Wyniki w poszczególnych eliminacjach | Wyniki w poszczególnych eliminacjach | Wyniki w poszczególnych eliminacjach | Wyniki w poszczególnych eliminacjach | Wyniki w poszczególnych eliminacjach | Wyniki w poszczególnych eliminacjach | Wyniki w poszczególnych eliminacjach | Wyniki w poszczególnych eliminacjach | Wyniki w poszczególnych eliminacjach | Pkt. | Poz. |
| ---- | ----------------- | ------------------------------------ | ------------------------------------ | ------------------------------------ | ------------------------------------ | ------------------------------------ | ------------------------------------ | ------------------------------------ | ------------------------------------ | ------------------------------------ | ------------------------------------ | ------------------------------------ | ------------------------------------ | ------------------------------------ | ------------------------------------ | ------------------------------------ | ------------------------------------ | ------------------------------------ | ---- | ---- |
| 2006 | Carlin Motorsport | Holandia                             | Holandia                             | Monako                               | Turcja                               | Turcja                               | Włochy                               | Włochy                               | Belgia                               | Belgia                               | Niemcy                               | Niemcy                               | Wielka Brytania                      | Wielka Brytania                      | Francja                              | Francja                              | Hiszpania                            | Hiszpania                            | 31   | 15   |
| 2006 | Carlin Motorsport | –                                    | –                                    | –                                    | –                                    | –                                    | 1                                    | 1                                    | NU                                   | NW                                   | –                                    | –                                    | –                                    | –                                    | –                                    | –                                    | –                                    | –                                    | 31   | 15   |
| 2007 | Carlin Motorsport | Włochy                               | Włochy                               | Niemcy                               | Niemcy                               | Monako                               | Węgry                                | Węgry                                | Belgia                               | Belgia                               | Wielka Brytania                      | Wielka Brytania                      | Francja                              | Francja                              | Portugalia                           | Portugalia                           | Hiszpania                            | Hiszpania                            | 74   | 5    |
| 2007 | Carlin Motorsport | 5                                    | 3                                    | 1                                    | 6                                    | 2                                    | 4                                    | 3                                    | –                                    | –                                    | –                                    | –                                    | –                                    | –                                    | –                                    | –                                    | –                                    | –                                    | 74   | 5    |

### Formuła 1
| Rok  | Zespół                                         | Samochód           | Silnik                             | Wyniki w poszczególnych eliminacjach | Wyniki w poszczególnych eliminacjach | Wyniki w poszczególnych eliminacjach | Wyniki w poszczególnych eliminacjach | Wyniki w poszczególnych eliminacjach | Wyniki w poszczególnych eliminacjach | Wyniki w poszczególnych eliminacjach | Wyniki w poszczególnych eliminacjach | Wyniki w poszczególnych eliminacjach | Wyniki w poszczególnych eliminacjach | Wyniki w poszczególnych eliminacjach | Wyniki w poszczególnych eliminacjach | Wyniki w poszczególnych eliminacjach | Wyniki w poszczególnych eliminacjach | Wyniki w poszczególnych eliminacjach | Wyniki w poszczególnych eliminacjach | Wyniki w poszczególnych eliminacjach | Wyniki w poszczególnych eliminacjach | Wyniki w poszczególnych eliminacjach | Wyniki w poszczególnych eliminacjach | Wyniki w poszczególnych eliminacjach | Wyniki w poszczególnych eliminacjach | Pkt. | Poz. |
| ---- | ---------------------------------------------- | ------------------ | ---------------------------------- | ------------------------------------ | ------------------------------------ | ------------------------------------ | ------------------------------------ | ------------------------------------ | ------------------------------------ | ------------------------------------ | ------------------------------------ | ------------------------------------ | ------------------------------------ | ------------------------------------ | ------------------------------------ | ------------------------------------ | ------------------------------------ | ------------------------------------ | ------------------------------------ | ------------------------------------ | ------------------------------------ | ------------------------------------ | ------------------------------------ | ------------------------------------ | ------------------------------------ | ---- | ---- |
| 2007 |                                                |                    |                                    | AUS                                  | MAL                                  | BHR                                  | ESP                                  | MON                                  | CAN                                  | USA                                  | FRA                                  | GBR                                  | EUR                                  | HUN                                  | TUR                                  | ITA                                  | BEL                                  | JPN                                  | CHN                                  | BRA                                  |                                      |                                      |                                      |                                      |                                      | 6    | 14   |
| 2007 | BMW Sauber F1 Team                             | BMW Sauber F1.07   | BMW P86/87 2.4l V8                 | –                                    | –                                    | –                                    | –                                    | –                                    | –                                    | 8                                    | –                                    | –                                    | –                                    | –                                    | –                                    | –                                    | –                                    | –                                    | –                                    | –                                    |                                      |                                      |                                      |                                      |                                      | 6    | 14   |
| 2007 | Scuderia Toro Rosso                            | Toro Rosso STR2    | Ferrari 056 2.4l V8                | –                                    | –                                    | –                                    | –                                    | –                                    | –                                    | –                                    | –                                    | –                                    | –                                    | 16                                   | 19                                   | 18                                   | NU                                   | NU                                   | 4                                    | NU                                   |                                      |                                      |                                      |                                      |                                      | 6    | 14   |
| 2008 |                                                |                    |                                    | AUS                                  | MAL                                  | BHR                                  | ESP                                  | TUR                                  | MON                                  | CAN                                  | FRA                                  | GBR                                  | GER                                  | HUN                                  | EUR                                  | BEL                                  | ITA                                  | SIN                                  | JPN                                  | CHN                                  | BRA                                  |                                      |                                      |                                      |                                      | 35   | 8    |
| 2008 | Scuderia Toro Rosso                            | Toro Rosso STR2    | Ferrari 056 2.4l V8                | NU                                   | NU                                   | NU                                   | NU                                   | 17                                   | –                                    | –                                    | –                                    | –                                    | –                                    | –                                    | –                                    | –                                    | –                                    | –                                    | –                                    | –                                    | –                                    |                                      |                                      |                                      |                                      | 35   | 8    |
| 2008 | Scuderia Toro Rosso                            | Toro Rosso STR3    | Ferrari 056 2.4l V8                | –                                    | –                                    | –                                    | –                                    | –                                    | 5                                    | 8                                    | 12                                   | NU                                   | 8                                    | NU                                   | 6                                    | 5                                    | 1                                    | 5                                    | 6                                    | 9                                    | 4                                    |                                      |                                      |                                      |                                      | 35   | 8    |
| 2009 | Red Bull Racing                                | Red Bull RB5       | Renault RS27 2.4 V8                | AUS                                  | MAL                                  | CHN                                  | BHR                                  | ESP                                  | MON                                  | TUR                                  | GBR                                  | GER                                  | HUN                                  | EUR                                  | BEL                                  | ITA                                  | SIN                                  | JPN                                  | BRA                                  | ABU                                  |                                      |                                      |                                      |                                      |                                      | 84   | 2    |
| 2009 | Red Bull Racing                                | Red Bull RB5       | Renault RS27 2.4 V8                | 13†                                  | 15†                                  | 1                                    | 2                                    | 4                                    | NU                                   | 3                                    | 1                                    | 2                                    | NU                                   | NU                                   | 3                                    | 8                                    | 4                                    | 1                                    | 4                                    | 1                                    |                                      |                                      |                                      |                                      |                                      | 84   | 2    |
| 2010 | Red Bull Racing                                | Red Bull RB6       | Renault RS27 2.4 V8                | BHR                                  | AUS                                  | MAL                                  | CHN                                  | ESP                                  | MON                                  | TUR                                  | CAN                                  | EUR                                  | GBR                                  | GER                                  | HUN                                  | BEL                                  | ITA                                  | SIN                                  | JPN                                  | KOR                                  | BRA                                  | ABU                                  |                                      |                                      |                                      | 256  | 1    |
| 2010 | Red Bull Racing                                | Red Bull RB6       | Renault RS27 2.4 V8                | 4                                    | NU                                   | 1                                    | 6                                    | 3                                    | 2                                    | NU                                   | 4                                    | 1                                    | 7                                    | 3                                    | 3                                    | 15                                   | 4                                    | 2                                    | 1                                    | NU                                   | 1                                    | 1                                    |                                      |                                      |                                      | 256  | 1    |
| 2011 | Red Bull Racing                                | Red Bull RB7       | Renault RS27 2.4 V8                | AUS                                  | MAL                                  | CHN                                  | TUR                                  | ESP                                  | MON                                  | CAN                                  | EUR                                  | GBR                                  | GER                                  | HUN                                  | BEL                                  | ITA                                  | SIN                                  | JPN                                  | KOR                                  | IND                                  | ABU                                  | BRA                                  |                                      |                                      |                                      | 392  | 1    |
| 2011 | Red Bull Racing                                | Red Bull RB7       | Renault RS27 2.4 V8                | 1                                    | 1                                    | 2                                    | 1                                    | 1                                    | 1                                    | 2                                    | 1                                    | 2                                    | 4                                    | 2                                    | 1                                    | 1                                    | 1                                    | 3                                    | 1                                    | 1                                    | NU                                   | 2                                    |                                      |                                      |                                      | 392  | 1    |
| 2012 | Red Bull Racing                                | Red Bull RB8       | Renault RS27 2.4 V8                | AUS                                  | MAL                                  | CHN                                  | BHR                                  | ESP                                  | MON                                  | CAN                                  | EUR                                  | GBR                                  | GER                                  | HUN                                  | BEL                                  | ITA                                  | SIN                                  | JPN                                  | KOR                                  | IND                                  | ABU                                  | USA                                  | BRA                                  |                                      |                                      | 281  | 1    |
| 2012 | Red Bull Racing                                | Red Bull RB8       | Renault RS27 2.4 V8                | 2                                    | 11                                   | 5                                    | 1                                    | 6                                    | 4                                    | 4                                    | NU                                   | 3                                    | 5                                    | 4                                    | 2                                    | 22†                                  | 1                                    | 1                                    | 1                                    | 1                                    | 3                                    | 2                                    | 6                                    |                                      |                                      | 281  | 1    |
| 2013 | Infiniti Red Bull Racing                       | Red Bull RB9       | Renault RS27 2.4 V8                | AUS                                  | MAL                                  | CHN                                  | BHR                                  | ESP                                  | MON                                  | CAN                                  | GBR                                  | GER                                  | HUN                                  | BEL                                  | ITA                                  | SIN                                  | KOR                                  | JPN                                  | IND                                  | ABU                                  | USA                                  | BRA                                  |                                      |                                      |                                      | 397  | 1    |
| 2013 | Infiniti Red Bull Racing                       | Red Bull RB9       | Renault RS27 2.4 V8                | 3                                    | 1                                    | 4                                    | 1                                    | 4                                    | 2                                    | 1                                    | NU                                   | 1                                    | 3                                    | 1                                    | 1                                    | 1                                    | 1                                    | 1                                    | 1                                    | 1                                    | 1                                    | 1                                    |                                      |                                      |                                      | 397  | 1    |
| 2014 | Infiniti Red Bull Racing                       | Red Bull RB10      | Renault Energy F1-2014 1.6 V6 T    | AUS                                  | MAL                                  | BHR                                  | CHN                                  | ESP                                  | MON                                  | CAN                                  | AUT                                  | GBR                                  | GER                                  | HUN                                  | BEL                                  | ITA                                  | SIN                                  | JPN                                  | RUS                                  | USA                                  | BRA                                  | ABU                                  |                                      |                                      |                                      | 157  | 5    |
| 2014 | Infiniti Red Bull Racing                       | Red Bull RB10      | Renault Energy F1-2014 1.6 V6 T    | NU                                   | 3                                    | 6                                    | 5                                    | 4                                    | NU                                   | 3                                    | NU                                   | 5                                    | 4                                    | 7                                    | 5                                    | 6                                    | 2                                    | 3                                    | 8                                    | 7                                    | 5                                    | 8                                    |                                      |                                      |                                      | 157  | 5    |
| 2015 | Scuderia Ferrari                               | Ferrari SF15-T     | Ferrari 059/4 1.6 V6 T             | AUS                                  | MAL                                  | CHN                                  | BHR                                  | ESP                                  | MON                                  | CAN                                  | AUT                                  | GBR                                  | HUN                                  | BEL                                  | ITA                                  | SIN                                  | JPN                                  | RUS                                  | USA                                  | MEX                                  | BRA                                  | ABU                                  |                                      |                                      |                                      | 278  | 3    |
| 2015 | Scuderia Ferrari                               | Ferrari SF15-T     | Ferrari 059/4 1.6 V6 T             | 3                                    | 1                                    | 3                                    | 5                                    | 3                                    | 2                                    | 5                                    | 4                                    | 3                                    | 1                                    | 12†                                  | 2                                    | 1                                    | 3                                    | 2                                    | 3                                    | NU                                   | 3                                    | 4                                    |                                      |                                      |                                      | 278  | 3    |
| 2016 | Scuderia Ferrari                               | Ferrari SF16-H     | Ferrari 059/5 1.6 V6 T             | AUS                                  | BHR                                  | CHN                                  | RUS                                  | ESP                                  | MON                                  | CAN                                  | EUR                                  | AUT                                  | GBR                                  | HUN                                  | GER                                  | BEL                                  | ITA                                  | SIN                                  | MAL                                  | JPN                                  | USA                                  | MEX                                  | BRA                                  | ABU                                  |                                      | 212  | 4    |
| 2016 | Scuderia Ferrari                               | Ferrari SF16-H     | Ferrari 059/5 1.6 V6 T             | 3                                    | NW                                   | 2                                    | NU                                   | 3                                    | 4                                    | 2                                    | 2                                    | NU                                   | 9                                    | 4                                    | 5                                    | 6                                    | 3                                    | 5                                    | NU                                   | 4                                    | 4                                    | 5                                    | 5                                    | 3                                    |                                      | 212  | 4    |
| 2017 | Scuderia Ferrari                               | Ferrari SF70H      | Ferrari 062 1.6 V6 T               | AUS                                  | CHN                                  | BHR                                  | RUS                                  | ESP                                  | MON                                  | CAN                                  | AZE                                  | AUT                                  | GBR                                  | HUN                                  | BEL                                  | ITA                                  | SIN                                  | MAL                                  | JPN                                  | USA                                  | MEX                                  | BRA                                  | ABU                                  |                                      |                                      | 317  | 2    |
| 2017 | Scuderia Ferrari                               | Ferrari SF70H      | Ferrari 062 1.6 V6 T               | 1                                    | 2                                    | 1                                    | 2                                    | 2                                    | 1                                    | 4                                    | 4                                    | 2                                    | 7                                    | 1                                    | 2                                    | 3                                    | NU                                   | 4                                    | NU                                   | 2                                    | 4                                    | 1                                    | 3                                    |                                      |                                      | 317  | 2    |
| 2018 | Scuderia Ferrari                               | Ferrari SF71H      | Ferrari 062 EVO 1.6 V6 T           | AUS                                  | BHR                                  | CHN                                  | AZE                                  | ESP                                  | MON                                  | CAN                                  | FRA                                  | AUT                                  | GBR                                  | GER                                  | HUN                                  | BEL                                  | ITA                                  | SIN                                  | RUS                                  | JPN                                  | USA                                  | MEX                                  | BRA                                  | ABU                                  |                                      | 320  | 2    |
| 2018 | Scuderia Ferrari                               | Ferrari SF71H      | Ferrari 062 EVO 1.6 V6 T           | 1                                    | 1                                    | 8                                    | 4                                    | 4                                    | 2                                    | 1                                    | 5                                    | 3                                    | 1                                    | NU                                   | 2                                    | 1                                    | 4                                    | 3                                    | 3                                    | 6                                    | 4                                    | 2                                    | 6                                    | 2                                    |                                      | 320  | 2    |
| 2019 | Scuderia Ferrari Mission Winnow                | Ferrari SF90       | Ferrari 064 1.6 V6 T               | AUS                                  | BHR                                  | CHN                                  | AZE                                  | ESP                                  | MON                                  | CAN                                  | FRA                                  | AUT                                  | GBR                                  | GER                                  | HUN                                  | BEL                                  | ITA                                  | SIN                                  | RUS                                  | JPN                                  | MEX                                  | USA                                  | BRA                                  | ABU                                  |                                      | 240  | 5    |
| 2019 | Scuderia Ferrari Mission Winnow                | Ferrari SF90       | Ferrari 064 1.6 V6 T               | 4                                    | 5                                    | 3                                    | 3                                    | 4                                    | 2                                    | 2                                    | 5                                    | 4                                    | 16                                   | 2                                    | 3                                    | 4                                    | 13                                   | 1                                    | NU                                   | 2                                    | 2                                    | NU                                   | 17†                                  | 5                                    |                                      | 240  | 5    |
| 2020 | Scuderia Ferrari Mission Winnow                | Ferrari SF1000     | Ferrari 065 1.6 V6 T               | AUT                                  | STY                                  | HUN                                  | GBR                                  | 70A                                  | ESP                                  | BEL                                  | ITA                                  | TUS                                  | RUS                                  | EIF                                  | POR                                  | EMI                                  | TUR                                  | BHR                                  | SKH                                  | ABU                                  |                                      |                                      |                                      |                                      |                                      | 33   | 13   |
| 2020 | Scuderia Ferrari Mission Winnow                | Ferrari SF1000     | Ferrari 065 1.6 V6 T               | 10                                   | NU                                   | 6                                    | 10                                   | 12                                   | 7                                    | 13                                   | NU                                   | 10                                   | 13                                   | 11                                   | 10                                   | 12                                   | 3                                    | 13                                   | 12                                   | 14                                   |                                      |                                      |                                      |                                      |                                      | 33   | 13   |
| 2021 | Aston Martin Cognizant Formula One Team        | Aston Martin AMR21 | Mercedes F1 M12 E Performance 1,6T | Bahrajn                              | Emilia-Romania                       | Portugalia                           | Hiszpania                            | Monako                               | Azerbejdżan                          | Francja                              |                                      | Austria                              | Wielka Brytania                      | Węgry                                | ‡                                    | Holandia                             | Włochy                               | Rosja                                | Turcja                               | Stany Zjednoczone                    | Meksyk                               |                                      | Katar                                | Arabia Saudyjska                     |                                      | 43   | 12   |
| 2021 | Aston Martin Cognizant Formula One Team        | Aston Martin AMR21 | Mercedes F1 M12 E Performance 1,6T | 15                                   | 15†                                  | 13                                   | 13                                   | 5                                    | 2                                    | 9                                    | 12                                   | 17†                                  | NU                                   | DK                                   | 5                                    | 13                                   | 12                                   | 12                                   | 18                                   | 10                                   | 7                                    | 11                                   | 10                                   | NU                                   | 11                                   | 43   | 12   |
| 2022 | Aston Martin Aramco Cognizant Formula One Team | Aston Martin AMR22 | Mercedes AMG F1 M13                | Bahrajn                              | Arabia Saudyjska                     | Australia                            | Emilia-Romania                       | Stany Zjednoczone                    | Hiszpania                            | Monako                               | Azerbejdżan                          | Kanada                               | Wielka Brytania                      | Austria                              | Francja                              | Węgry                                | Belgia                               | Holandia                             | Włochy                               | Singapur                             | Japonia                              | Stany Zjednoczone                    | Meksyk                               |                                      |                                      | 37   | 11   |
| 2022 | Aston Martin Aramco Cognizant Formula One Team | Aston Martin AMR22 | Mercedes AMG F1 M13                | –                                    | –                                    | NU                                   | 8                                    | 17†                                  | 11                                   | 10                                   | 6                                    | 12                                   | 9                                    | 17                                   | 11                                   | 10                                   | 8                                    | 14                                   | NU                                   | 8                                    | 6                                    | 8                                    | 14                                   | 11                                   | 10                                   | 37   | 11   |

### Podsumowanie
| Sezon | Seria                 | Zespół                                         | Wyścigi | P1 | PP | NO | Podium | Punkty | Pozycja |
| ----- | --------------------- | ---------------------------------------------- | ------- | -- | -- | -- | ------ | ------ | ------- |
| 2003  | Formuła BMW ADAC      | Eifelland Racing                               | 19      | 5  | 5  | 4  | 12     | 216    | 2       |
| 2004  | Formuła BMW ADAC      | ADAC Berlin-Brandenburg                        | 20      | 18 | 14 | 13 | 20     | 387    | 1       |
| 2005  | Formuła 3 Euro Series | ASL Mücke Motorsport                           | 20      | 0  | 0  | 1  | 6      | 63     | 5       |
| 2005  | Masters of Formula 3  | ASL Mücke Motorsport                           | 1       | 0  | 0  | 0  | 0      | –      | 11      |
| 2005  | Hiszpańska Formuła 3  | Racing Engineering                             | 1       | 0  | 0  | 0  | 1      | 8      | 15      |
| 2005  | Grand Prix Makau      | ASM F3                                         | 1       | 0  | 0  | 0  | 1      | –      | 3       |
| 2006  | Formuła 3 Euro Series | ASM Formule 3                                  | 20      | 4  | 1  | 5  | 9      | 75     | 2       |
| 2006  | Masters of Formula 3  | ASM Formule 3                                  | 1       | 0  | 0  | 0  | 0      | –      | 6       |
| 2006  | Formuła Renault 3.5   | Carlin Motorsport                              | 3       | 2  | 1  | 0  | 2      | 31     | 15      |
| 2006  | Grand Prix Makau      | Carlin Motorsport                              | 1       | 0  | 0  | 0  | 0      | –      | 23      |
| 2007  | Formuła Renault 3.5   | Carlin Motorsport                              | 7       | 1  | 1  | 1  | 4      | 74     | 5       |
| 2007  | Formuła 1             | BMW Sauber F1 Team                             | 1       | 0  | 0  | 0  | 0      | 6      | 14      |
| 2007  | Formuła 1             | Scuderia Toro Rosso                            | 7       | 0  | 0  | 0  | 0      | 6      | 14      |
| 2008  | Formuła 1             | Scuderia Toro Rosso                            | 18      | 1  | 1  | 0  | 1      | 35     | 8       |
| 2009  | Formuła 1             | Red Bull Racing                                | 17      | 4  | 4  | 3  | 8      | 84     | 2       |
| 2010  | Formuła 1             | Red Bull Racing                                | 19      | 5  | 10 | 3  | 10     | 256    | 1       |
| 2011  | Formuła 1             | Red Bull Racing                                | 19      | 11 | 15 | 3  | 17     | 392    | 1       |
| 2012  | Formuła 1             | Red Bull Racing                                | 20      | 5  | 6  | 6  | 10     | 281    | 1       |
| 2013  | Formuła 1             | Infiniti Red Bull Racing                       | 19      | 13 | 9  | 7  | 16     | 397    | 1       |
| 2014  | Formuła 1             | Infiniti Red Bull Racing                       | 19      | 0  | 0  | 2  | 4      | 167    | 5       |
| 2015  | Formuła 1             | Scuderia Ferrari                               | 19      | 3  | 1  | 1  | 13     | 278    | 3       |
| 2016  | Formuła 1             | Scuderia Ferrari                               | 21      | 0  | 0  | 3  | 7      | 212    | 4       |
| 2017  | Formuła 1             | Scuderia Ferrari                               | 20      | 5  | 4  | 6  | 13     | 317    | 2       |
| 2018  | Formuła 1             | Scuderia Ferrari                               | 21      | 5  | 5  | 3  | 12     | 320    | 2       |
| 2019  | Formuła 1             | Scuderia Ferrari Mission Winnow                | 21      | 1  | 2  | 2  | 9      | 240    | 5       |
| 2020  | Formuła 1             | Scuderia Ferrari Mission Winnow                | 17      | 0  | 0  | 0  | 1      | 33     | 13      |
| 2021  | Formuła 1             | Aston Martin Cognizant Formula One Team        | 22      | 0  | 0  | 0  | 1      | 43     | 12      |
| 2022  | Formuła 1             | Aston Martin Aramco Cognizant Formula One Team | 20      | 0  | 0  | 0  | 0      | 36     | 11*     |

## Rekordy

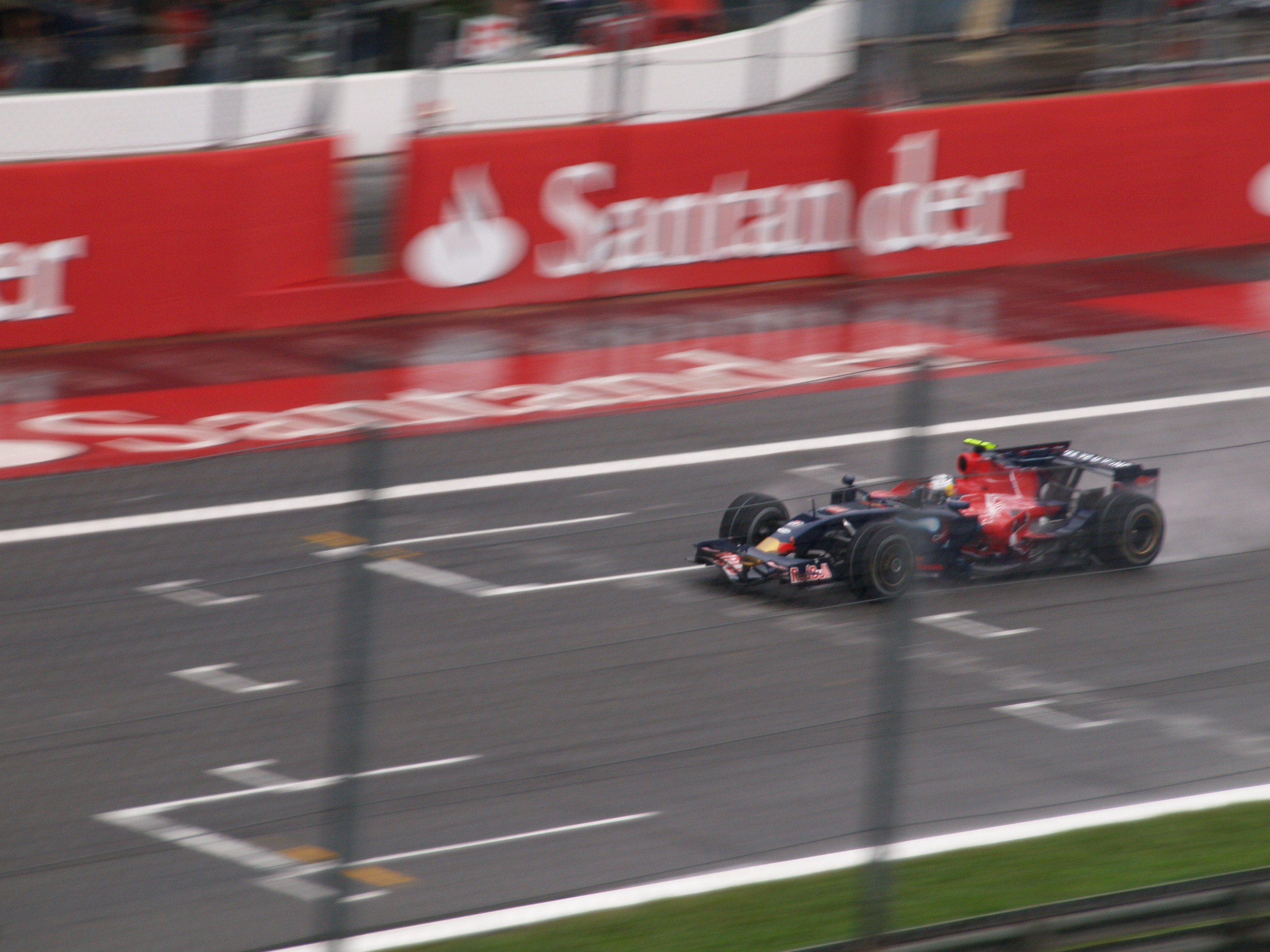
Po zdobyciu pole position i zwycięstwie w Grand Prix Włoch, Sebastian Vettel stał się najmłodszym kierowcą, który tego dokonał (2008)

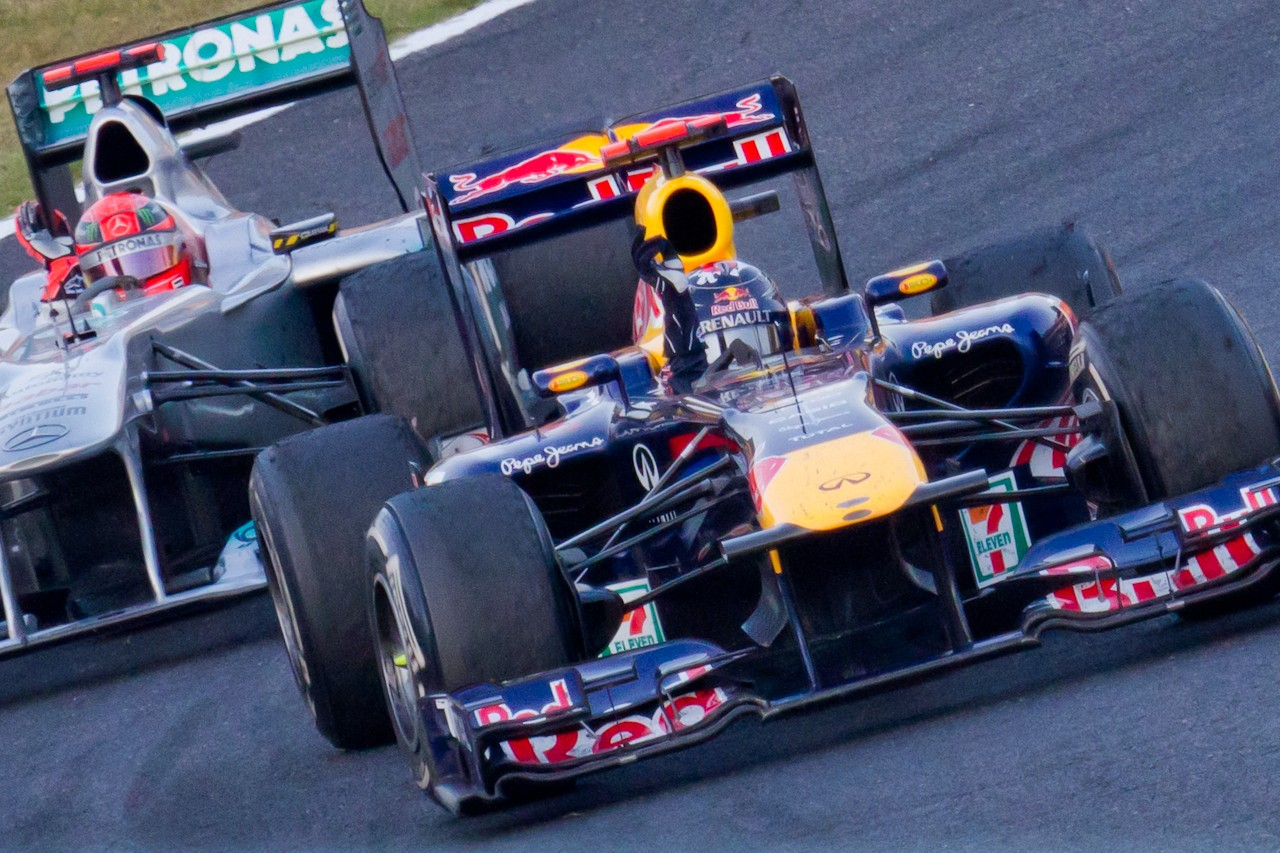
Po zajęciu trzeciego miejsca w Grand Prix Japonii, Sebastian Vettel został najmłodszym dwukrotnym mistrzem świata (2011)

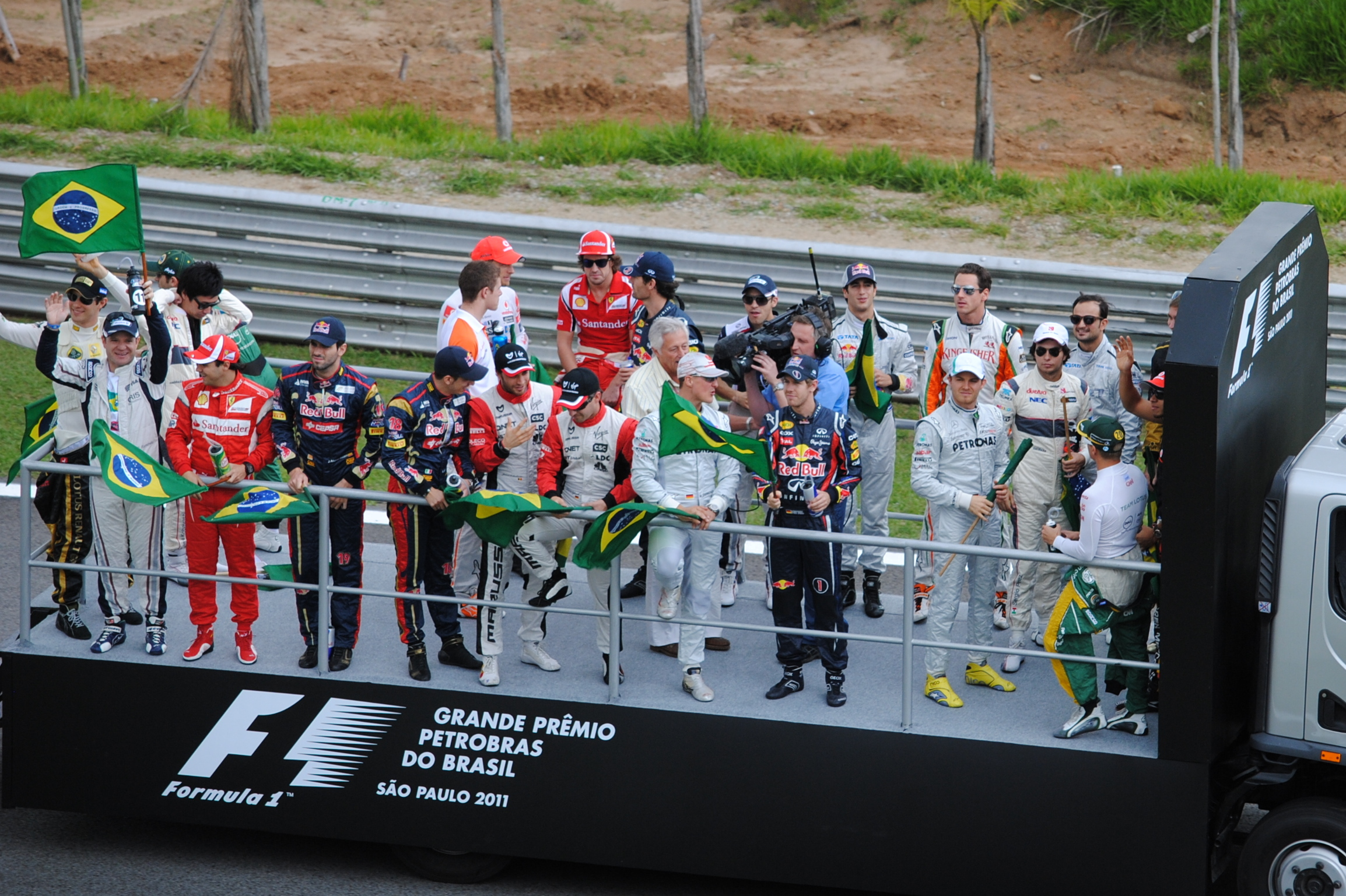
Po zdobyciu piętnastego pole position w Grand Prix Brazylii, Sebastian Vettel ustanowił rekord największej liczby zdobytych pole position w sezonie (2011)

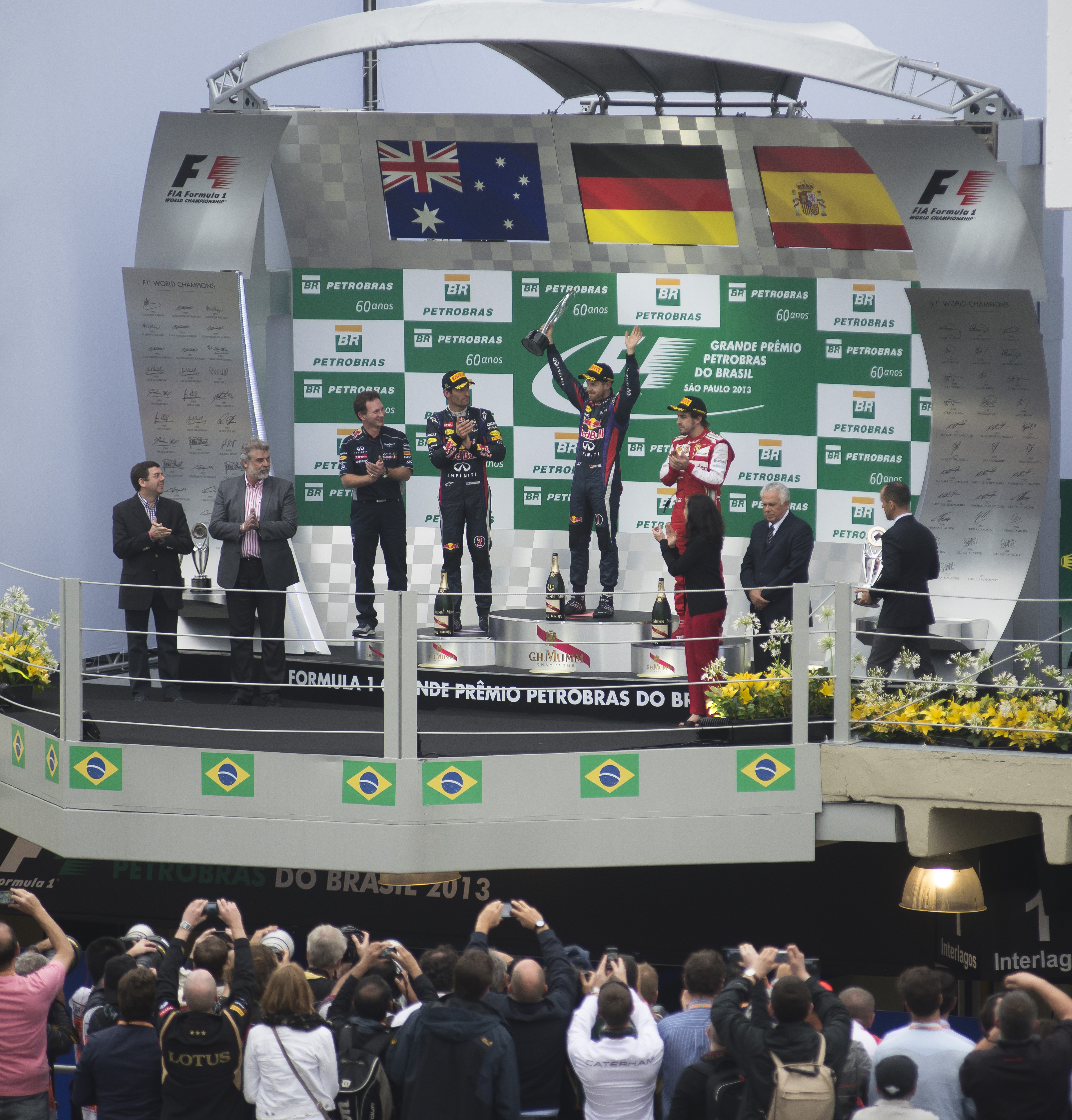
Po zwycięstwie w Grand Prix Indii został najmłodszym czterokrotnym mistrzem świata (2013)

| Rekord | Liczba                   |
| --- | ------------------------ |
| Najmłodszy dwukrotny zwycięzca tego samego Grand Prix                                                                                              | 23 lat i 98 dni (2010)   |
| Najmłodszy kierowca prowadzący w wyścigu | 20 lat i 89 dni (2007)   |
| Najmłodszy kierowca, który zdobył pole position, zwyciężył wyścig i ustanowił najszybsze okrążenie                                                 | 21 lat i 353 dni (2009)  |
| Najmłodszy kierowca, który zdobył pole position, zwyciężył wyścig podczas którego prowadził przez każde okrążenie i ustanowił najszybsze okrążenie | 24 lat i 119 dni (2011)  |
| Najmłodszy uczestnik Grand Prix na pierwszym miejscu w sesji                                                                                       | 19 lat i 53 dni (2006)   |
| Najmłodszy zdobywca czterech tytułów mistrza świata                                                                                                | 26 lat i 24 dni (2013)   |
| Najmłodszy zdobywca dwóch tytułów mistrza świata                                                                                                   | 24 lata i 98 dni (2011)  |
| Najmłodszy zdobywca podium w wyścigu | 21 lat i 73 dni (2008)   |
| Najmłodszy zdobywca pole position | 21 lat i 72 dni (2008)   |
| Najmłodszy zdobywca pole position i zwycięzca wyścigu                                                                                              | 21 lat i 73 dni (2008)   |
| Najmłodszy zdobywca punktów | 19 lat i 349 dni (2007)  |
| Najmłodszy zdobywca trzech tytułów mistrza świata                                                                                                  | 25 lat i 22 dni (2012)   |
| Najmłodszy zdobywca tytułu mistrza świata | 23 lata i 124 dni (2010) |
| Najmłodszy zwycięzca wyścigu | 21 lat i 73 dni (2008)   |
| Najmłodszy zwycięzca wyścigu dla dwóch zespołów | 21 lat i 287 dni (2009)  |
| Najszybciej uzyskana kara | 6 sekund (2006)          |
| Największa liczba kolejnych kwalifikacji i wyścigów ukończonych na drugim miejscu                                                                  | 11 (2011)                |
| Największa liczba kolejnych wygranych w sezonie | 9 (2013)                 |
| Największa liczba kolejnych wyścigów ukończonych na pierwszej lub drugiej pozycji                                                                  | 17 (2011)                |
| Największa liczba okrążeń na prowadzeniu w sezonie                                                                                                 | 739 (2011)               |
| Największa liczba pole position w różnych Grand Prix                                                                                               | 20                       |
| Największa liczba samochodów, które ukończyły wyścig                                                                                               | 24 (2011)                |
| Największa liczba startów z pierwszego rzędu w sezonie                                                                                             | 25 (2011)                |
| Największa liczba wygranych w sezonie | 13 (2013)                |
| Największa liczba wyścigów jako lider mistrzostw w sezonie                                                                                         | 19 (2011)                |
| Największa liczba wyścigów ukończonych na podium w sezonie                                                                                         | 17 (2011, 2013)          |
| Największa liczba zdobytych pole position w sezonie                                                                                                | 15 (2011)                |
| Największa liczba zwycięstw po starcie z pole position w sezonie                                                                                   | 9 (2011)                 |
| Największa liczba zdobytych punktów | 1911 (2016)              |
| Największa liczba zdobytych punktów w sezonie | 397 (2013)               |
| Największa liczba zwycięstw na Buddh International Circuit                                                                                         | 3 (2013)                 |
| Największa liczba zwycięstw na Korea International Circuit                                                                                         | 3 (2013)                 |
| Największa liczba zwycięstw na Marina Bay Street Circuit                                                                                           | 4 (2015)                 |
| Największa liczba zwycięstw na Sepang International Circuit                                                                                        | 4 (2015)                 |
| Największa liczba zwycięstw na Yas Marina Circuit                                                                                                  | 3 (2013)                 |
| Największa przewaga punktowa uzyskana przez mistrza świata nad drugim kierowcą w klasyfikacji generalnej                                           | 155 (2013)               |
| Rekord okrążenia Autódromo Hermanos Rodríguez | 1:18.785 (2017)          |
| Rekord okrążenia Baku City Circuit | 1:43.441 (2017)          |
| Rekord okrążenia Buddh International Circuit | 1:27.249 (2011)          |
| Rekord okrążenia Circuit de Spa-Francorchamps | 1:46.577 (2017)          |
| Rekord okrążenia Circuit of the Americas | 1:37.766 (2017)          |
| Rekord okrążenia Korea International Circuit | 1:39.605 (2011)          |
| Rekord okrążenia Marina Bay Street Circuit | 1:48.574 (2013)          |
| Rekord okrążenia Sepang International Circuit | 1:34.080 (2017)          |
| Rekord okrążenia Sochi Autodrom | 1:40.071 (2015)          |
| Rekord okrążenia Yas Marina Circuit | 1:40.279 (2009)          |

## Nagrody i nominacje

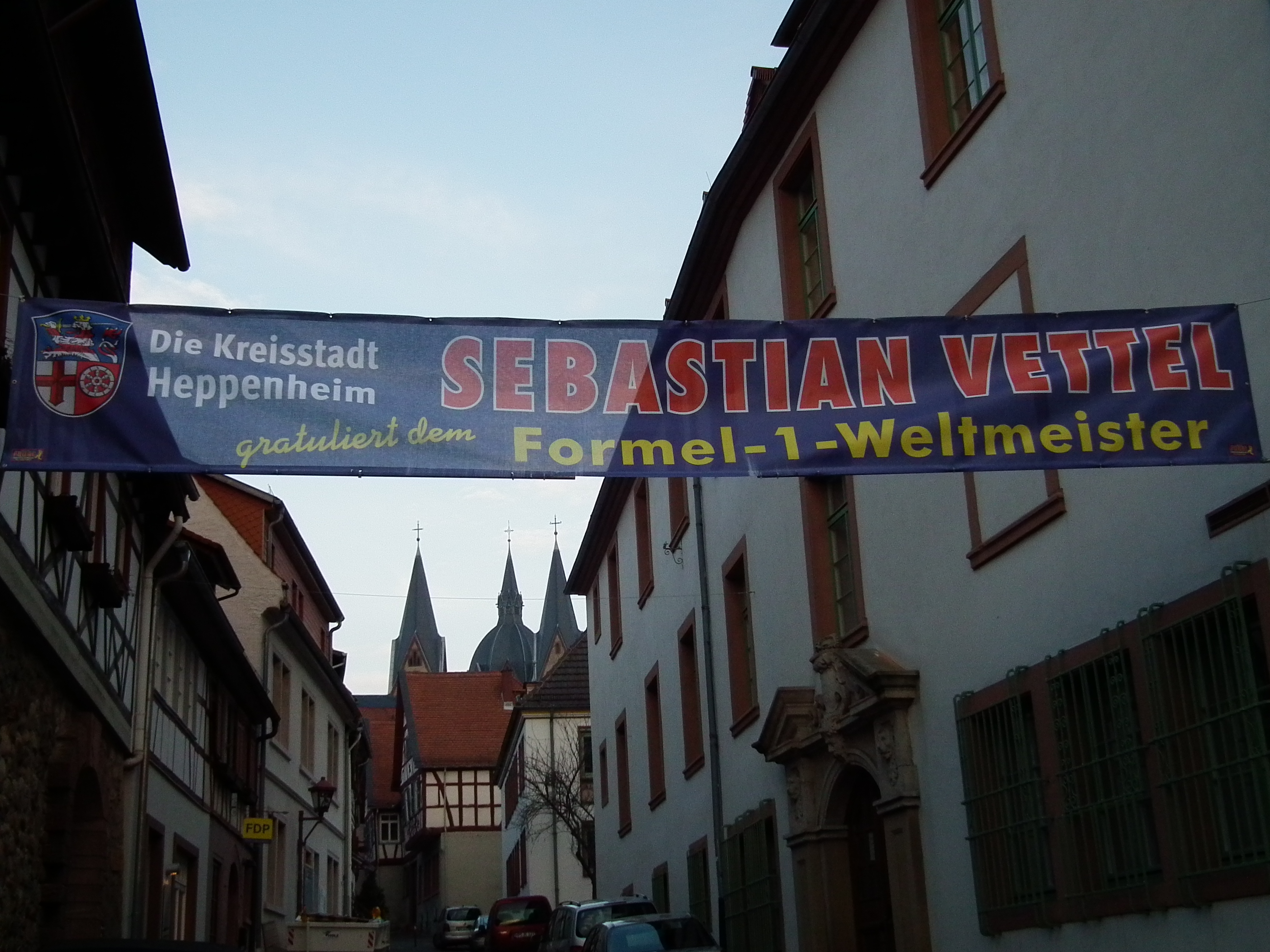
Transparent miasta Heppenheim jako pozdrowienie dla mistrza świata Formuły 1, Sebastiana Vettela (16 lutego 2011)

| Rok  | Nagroda                              | Kategoria                              | Wynik     |
| ---- | ------------------------------------ | -------------------------------------- | --------- |
| 2008 | Trofeum Lorenzo Bandiniego           |                                        | Wygrana   |
| 2008 | Autosport Award                      | Debiutant roku                         | Wygrana   |
| 2009 | Laureus World Sports Award           | Breakthrough of the Year               | Nominacja |
| 2009 | DHL Fastest Lap Award                |                                        | Wygrana   |
| 2009 | Autosport Award                      | Międzynarodowy kierowca wyścigowy roku | Nominacja |
| 2010 | Autosport Award                      | Międzynarodowy kierowca wyścigowy roku | Wygrana   |
| 2011 | Laureus World Sports Award           | Sportowiec roku                        | Nominacja |
| 2011 | Grands Prix de l’Academie des sports |                                        | Wygrana   |
| 2011 | Autosport Award                      | Międzynarodowy kierowca wyścigowy roku | Wygrana   |
| 2012 | Silberne Lorbeerblatt                |                                        | Wygrana   |
| 2012 | Laureus World Sports Award           | Sportowiec roku                        | Nominacja |
| 2012 | DHL Fastest Lap Award                |                                        | Wygrana   |
| 2012 | Autosport Award                      | Międzynarodowy kierowca wyścigowy roku | Wygrana   |
| 2013 | Laureus World Sports Award           | Sportowiec roku                        | Nominacja |
| 2013 | DHL Fastest Lap Award                |                                        | Wygrana   |
| 2013 | Autosport Award                      | Międzynarodowy kierowca wyścigowy roku | Wygrana   |
| 2014 | Laureus World Sports Award           | Sportowiec roku                        | Wygrana   |
| 2015 | Autosport Award                      | Międzynarodowy kierowca wyścigowy roku | Nominacja |

## Życie prywatne
Urodził się 3 lipca 1987 roku w Heppenheim. Jego rodzice to ojciec Norbert i matka Heike, jego trójka rodzeństwa to dwie siostry Stefanie i Melanie oraz młodszy brat Fabian. Jego partnerką jest Hanna Prater, z którą ma córkę urodzoną 12 stycznia 2014 roku w Szwajcarii. Ojciec Vettela był mechanikiem i założył małą firmę stolarską na początku lat 90 XX wieku. Jego matka jest gospodynią domową, a najstarsza siostra Stephanie fizjoterapeutką dzieci niepełnosprawnych.
Od 2007 roku mieszkał w Walchwil, a w 2009 roku przeprowadził się do Ellighausen.
W 2017 roku Vettel zajął 14 miejsce na liście najlepiej zarabiających sportowców dwutygodnika Forbes.
Vettel zna język angielski, francuski oraz włoski na poziomie podstawowym. Pasjonuje się muzyką i samochodami drogowymi. Chroni swoją prywatność, rozdziela karierę kierowcy wyścigowego od życia prywatnego.